# Liste des espèces d'oiseaux d'Égypte
Cette Liste des espèces d'oiseaux d'Égypte comporte l'ensemble des taxons identifiés de manière certaine sur le territoire de l'Égypte (environ 500).
Les indications suivantes ont été utilisées pour mettre en évidence plusieurs catégories :
- Une espèce accidentelle est une espèce que l'on trouve rarement ou par hasard en Égypte.
- Une espèce introduite est une espèce qui a été introduite en Égypte par les activités directes ou indirectes de l'homme.
- Une espèce extirpée est une espèce qui n'existe plus dans le pays, mais que l'on peut retrouver dans d'autres régions du monde.
- Une espèce éteinte est une espèce ou sous-espèce qui a disparu.
- Absence de reproduction : une espèce qui ne se reproduit pas en Égypte.

## Autruches
Ordre : Struthioniformes - Famille : Struthionidae
- Autruche d'Afrique (Struthio camelus)

## Plongeons
Ordre : Gaviiformes - Famille : Gaviidae
- Plongeon catmarin (Gavia stellata)

## Grèbes

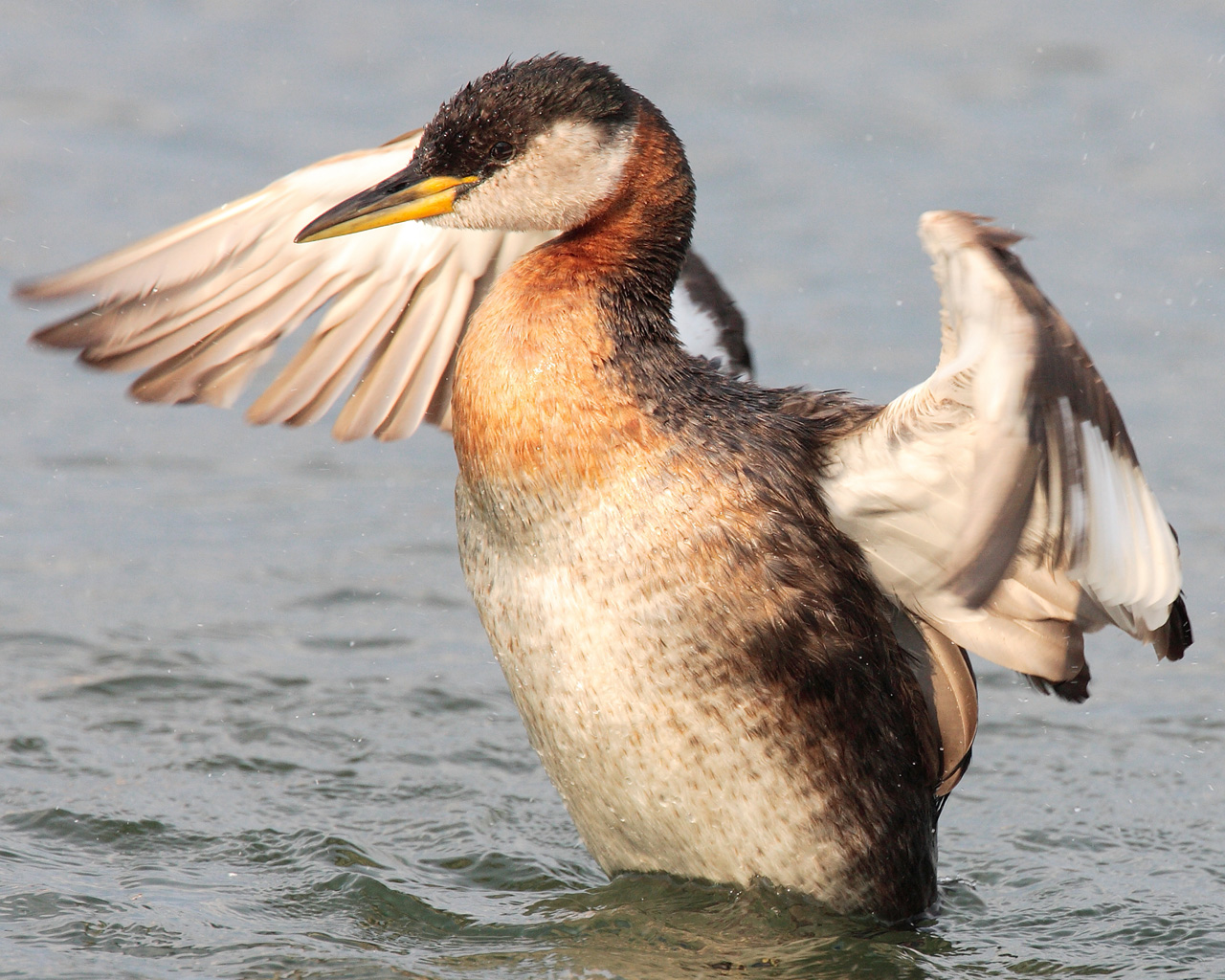
Grèbe jougris (Podiceps grisegena)

Ordre : Podicipediformes - Famille : Podicipedidae
- Grèbe castagneux (Tachybaptus ruficollis)
- Grèbe huppé (Podiceps cristatus)
- Grèbe jougris (Podiceps grisegena)
- Grèbe à cou noir (Podiceps nigricollis)

## Albatros
Ordre : Procellariiformes - Famille : Diomedeidae
- Albatros à cape blanche (Thalassarche cauta) - Espèce accidentelle

## Puffins et pétrels

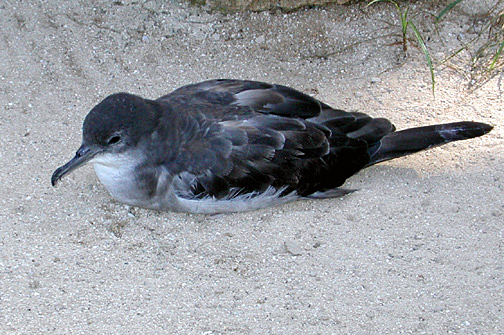
Puffin fouquet (Puffinus pacificus)

Ordre : Procellariiformes - Famille : Procellariidae
- Puffin cendré (Calonectris diomedea)
- Puffin fouquet (Puffinus pacificus)
- Puffin fuligineux (Puffinus griseus)
- Puffin de Méditerranée (Puffinus yelkouan)
- Puffin des Baléares (Puffinus mauretanicus)

## Océanites
Ordre : Procellariiformes - Famille : Oceanitidae
- Océanite de Wilson (Oceanites oceanicus)
- Océanite tempête (Hydrobates pelagicus)
- Océanite de Swinhoe (Oceanodroma monorhis)
- Océanite culblanc (Oceanodroma leucorhoa)

## Phaétons
Ordre : Phaethontiformes - Famille : Phaethontidae
- Phaéton à bec rouge (Phaethon aethereus)

## Fous
Ordre : Suliformes - Famille : Sulidae
- Fou brun (Sula leucogaster)
- Fou de Bassan (Sula bassana)

## Cormorans
Ordre : Suliformes - Famille : Phalacrocoracidae
- Grand Cormoran (Phalacrocorax carbo)
- Cormoran huppé (Phalacrocorax aristotelis) - Espèce accidentelle
- Cormoran africain (Phalacrocorax africanus) - Espèce accidentelle
- Cormoran pygmée (Microcarbo pygmeus) - Espèce accidentelle

## Anhinga
Ordre : Suliformes - Famille : Anhingidae
- Anhinga roux (Anhinga melanogaster)

## Pélicans

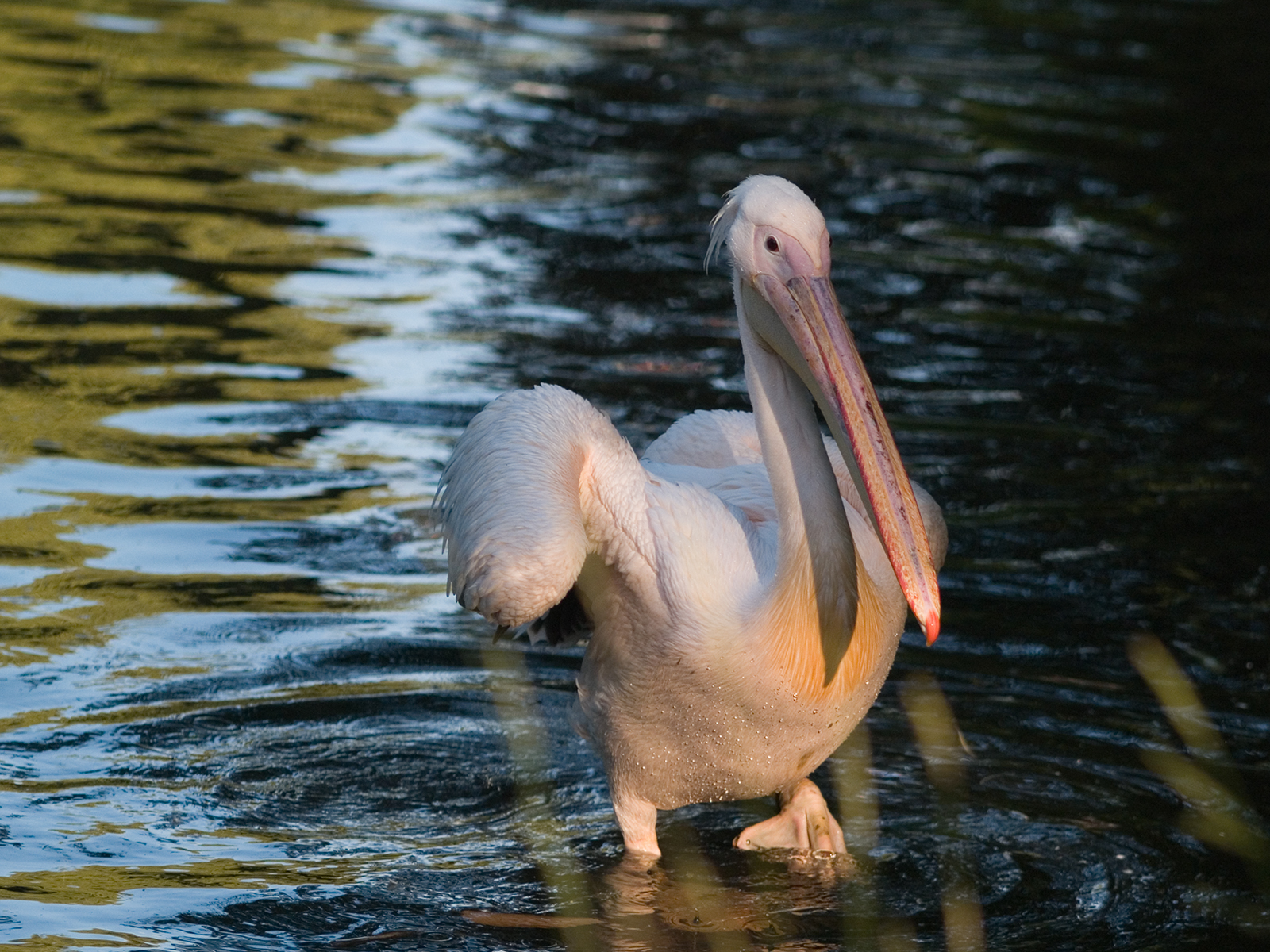
Pélican blanc (Pelecanus onocrotalus)

Ordre : Pelecaniformes - Famille : Pelecanidae
- Pélican blanc (Pelecanus onocrotalus)
- Pélican frisé (Pelecanus crispus)
- Pélican gris (Pelecanus rufescens)

## Aigrettes, butors et hérons
Ordre : Pelecaniformes - Famille : Ardeidae
- Grande Aigrette (Ardea alba)
- Héron cendré (Ardea cinerea)
- Héron pourpré (Ardea purpurea)
- Héron goliath (Ardea goliath)
- Héron mélanocéphale (Ardea melanocephala) - Espèce accidentelle
- Crabier chevelu (Ardeola ralloides)
- Butor étoilé (Botaurus stellaris)
- Héron garde-bœufs (Bubulcus ibis)
- Héron strié (Butorides striatus)
- Aigrette des récifs (Egretta gularis)
- Aigrette garzette (Egretta garzetta)
- Blongios de Schrenck (Ixobrychus eurhythmus) - Espèce accidentelle
- Blongios nain (Ixobrychus minutus)
- Blongios de Chine (Ixobrychus sinensis) - Espèce accidentelle
- Bihoreau gris (Nycticorax nycticorax)

## Cigognes
Ordre : Ciconiiformes - Famille : Ciconiidae
- Bec-ouvert africain (Anastomus lamelligerus)
- Cigogne noire (Ciconia nigra)
- Cigogne blanche (Ciconia ciconia)
- Tantale ibis (Mycteria ibis)

## Ibis et spatules

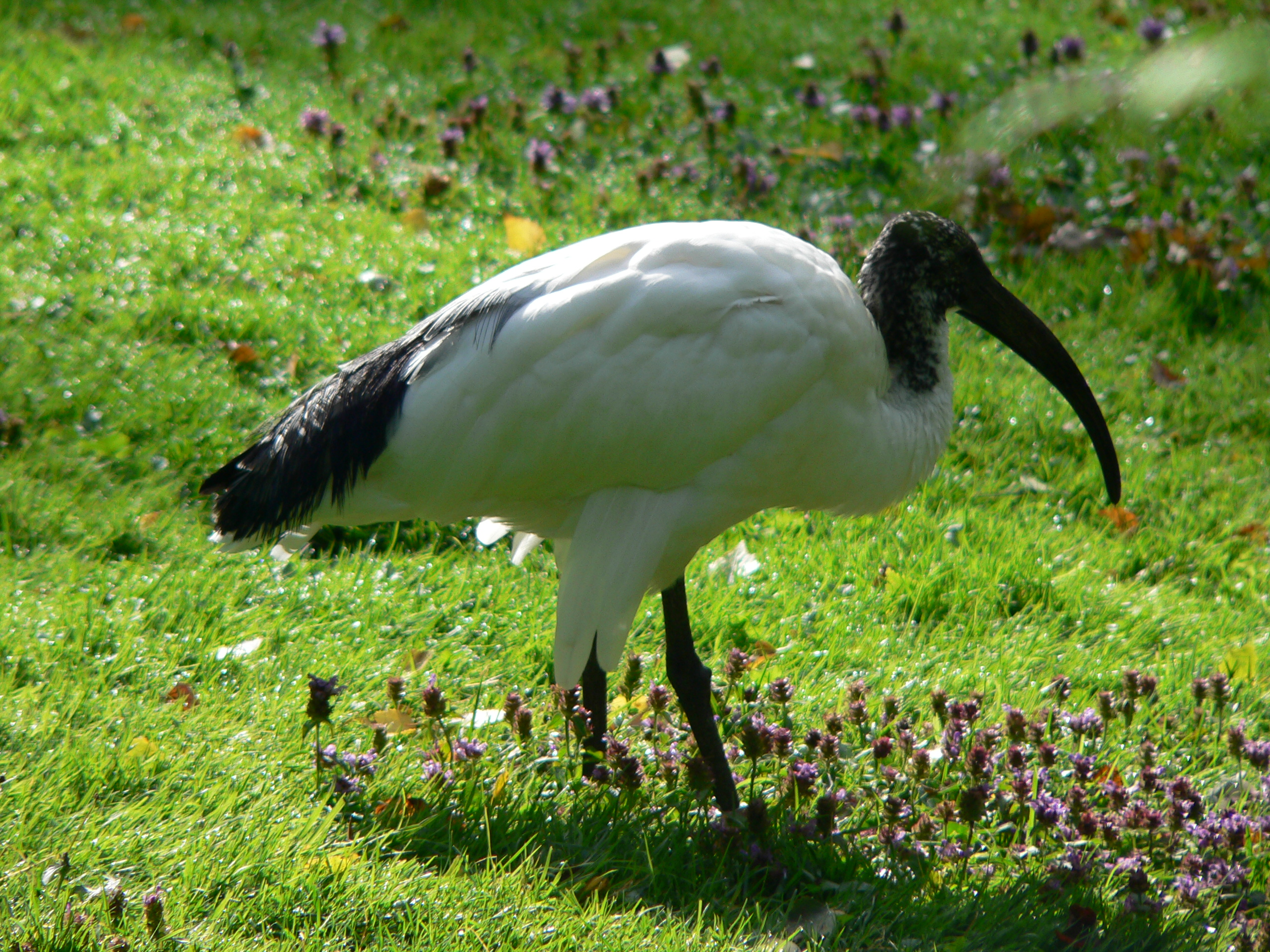
Ibis sacré (Threskiornis aethiopicus)

Ordre : Pelecaniformes - Famille : Threskiornithidae
- Ibis falcinelle (Plegadis falcinellus)
- Ibis chauve (Geronticus eremita) - Espèce disparue
- Ibis sacré (Threskiornis aethiopicus)
- Spatule blanche (Platalea leucorodia)

## Flamants
Ordre : Phoenicopteriformes - Famille : Phoenicopteridae
- Flamant rose (Phoenicopterus roseus)
- Flamant nain (Phoeniconaias minor) - Espèce accidentelle

## Canards, cygnes et oies
Ordre : Anseriformes - Famille : Anatidae
- Cygne tuberculé (Cygnus olor)
- Cygne chanteur (Cygnus cygnus) - Espèce accidentelle
- Oie des moissons (Anser fabalis) - Espèce accidentelle
- Oie rieuse (Anser albifrons)
- Oie naine (Anser erythropus) - Espèce accidentelle
- Oie cendrée (Anser anser)
- Bernache nonnette (Branta leucopsis) - Espèce accidentelle
- Bernache cravant (Branta bernicla) - Espèce accidentelle
- Bernache à cou roux (Branta ruficollis) - Espèce accidentelle

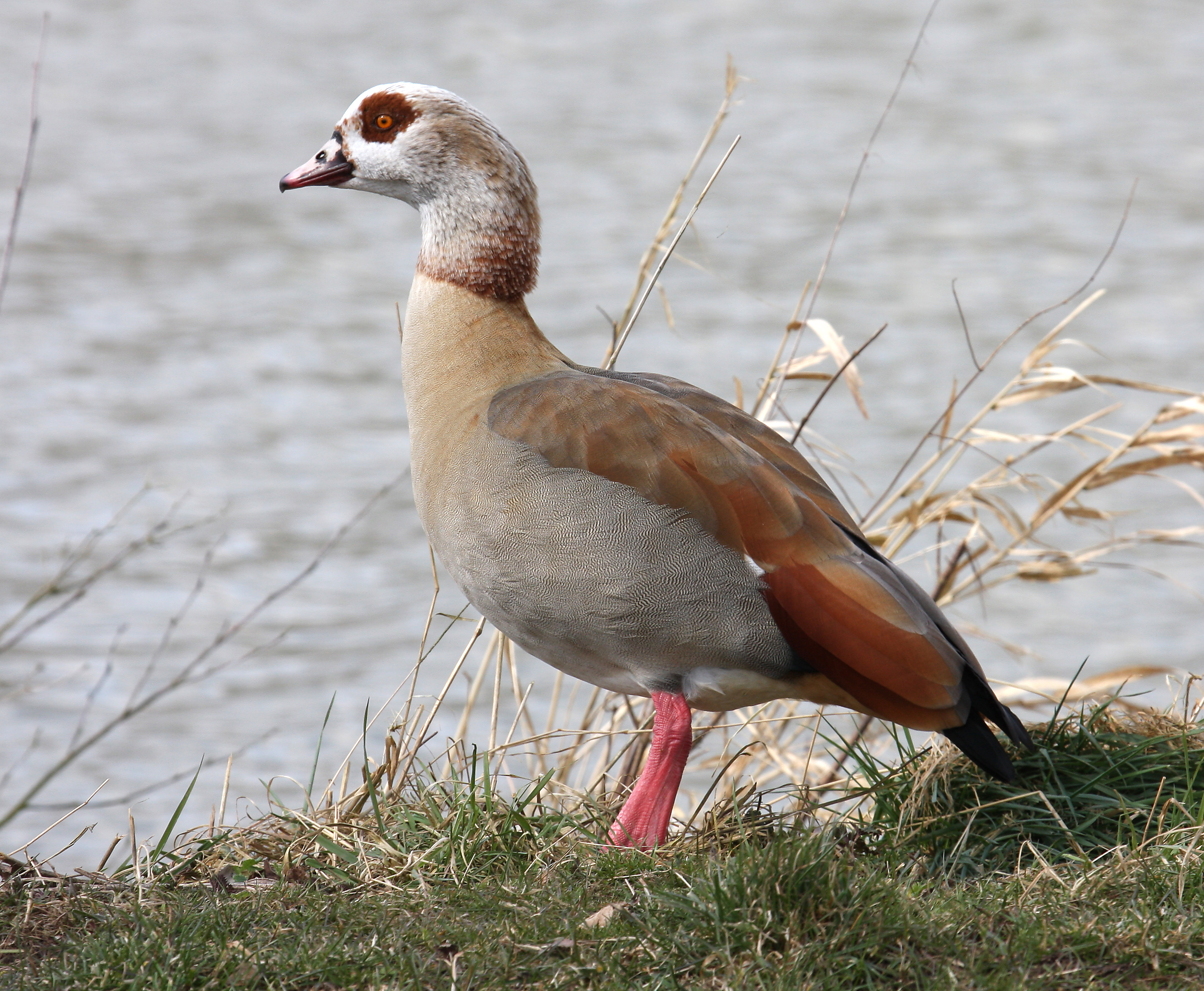
Ouette d'Égypte (Alopochen aegyptiaca)

- Ouette d'Egypte (Alopochen aegyptiacus)
- Tadorne casarca (Tadorna ferruginea)
- Tadorne de Belon (Tadorna tadorna)
- Oie-armée de Gambie (Plectropterus gambensis)
- Canard siffleur (Anas penelope)
- Canard chipeau (Anas strepera)
- Sarcelle d'hiver (Anas crecca)
- Canard colvert (Anas platyrhynchos)
- Canard pilet (Anas acuta)
- Sarcelle d'été (Anas querquedula)
- Sarcelle à ailes bleues (Anas discors)
- Canard souchet (Anas clypeata)
- Sarcelle marbrée (Marmaronetta angustirostris)
- Nette rousse (Netta rufina)
- Fuligule milouin (Aythya ferina)
- Fuligule nyroca (Aythya nyroca)
- Fuligule morillon (Aythya fuligula)
- Fuligule milouinan (Aythya marila)
- Macreuse brune (Melanitta fusca)
- Harle piette (Mergellus albellus)
- Harle bièvre (Mergus merganser)
- Harle huppé (Mergus serrator)
- Érismature à tête blanche (Oxyura leucocephala)

## Balbuzards
Ordre : Accipitriformes - Famille : Pandionidae
- Balbuzard pêcheur (Pandion haliaetus)

## Aigles, milans et vautours
Ordre : Accipitriformes - Famille : Accipitridae
- Bondrée apivore (Pernis apivorus)

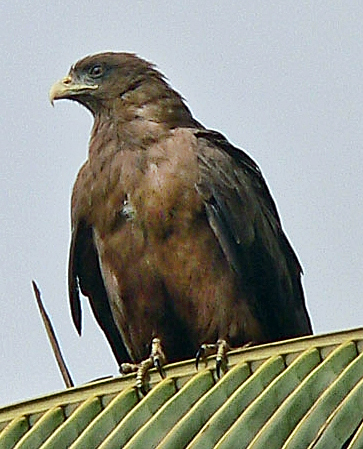
Milan à bec jaune (Milvus aegyptius)

- Bondrée orientale (Pernis ptilorhynchus) - Espèce accidentelle
- Élanion blanc (Elanus caeruleus)
- Milan royal (Milvus milvus)
- Milan noir (Milvus migrans)
- Milan à bec jaune (Milvus aegyptius)
- Pygargue vocifer (Haliaeetus vocifer) - Espèce accidentelle
- Pygargue à queue blanche (Haliaeetus albicilla)
- Gypaète barbu (Gypaetus barbatus)
- Percnoptère (Neophron percnopterus)
- Vautour de Rüppell (Gyps rueppelli)
- Vautour fauve (Gyps fulvus)
- Vautour moine (Aegypius monachus)
- Vautour oricou (Torgos tracheliotos)
- Circaète Jean-le-Blanc (Circaetus gallicus)
- Bateleur des savanes (Terathopius ecaudatus)
- Busard des roseaux (Circus aeruginosus)
- Busard Saint-Martin (Circus cyaneus)
- Busard pâle (Circus macrourus)
- Busard cendré (Circus pygargus)
- Autour gabar (Micronisus gabar) - Espèce accidentelle

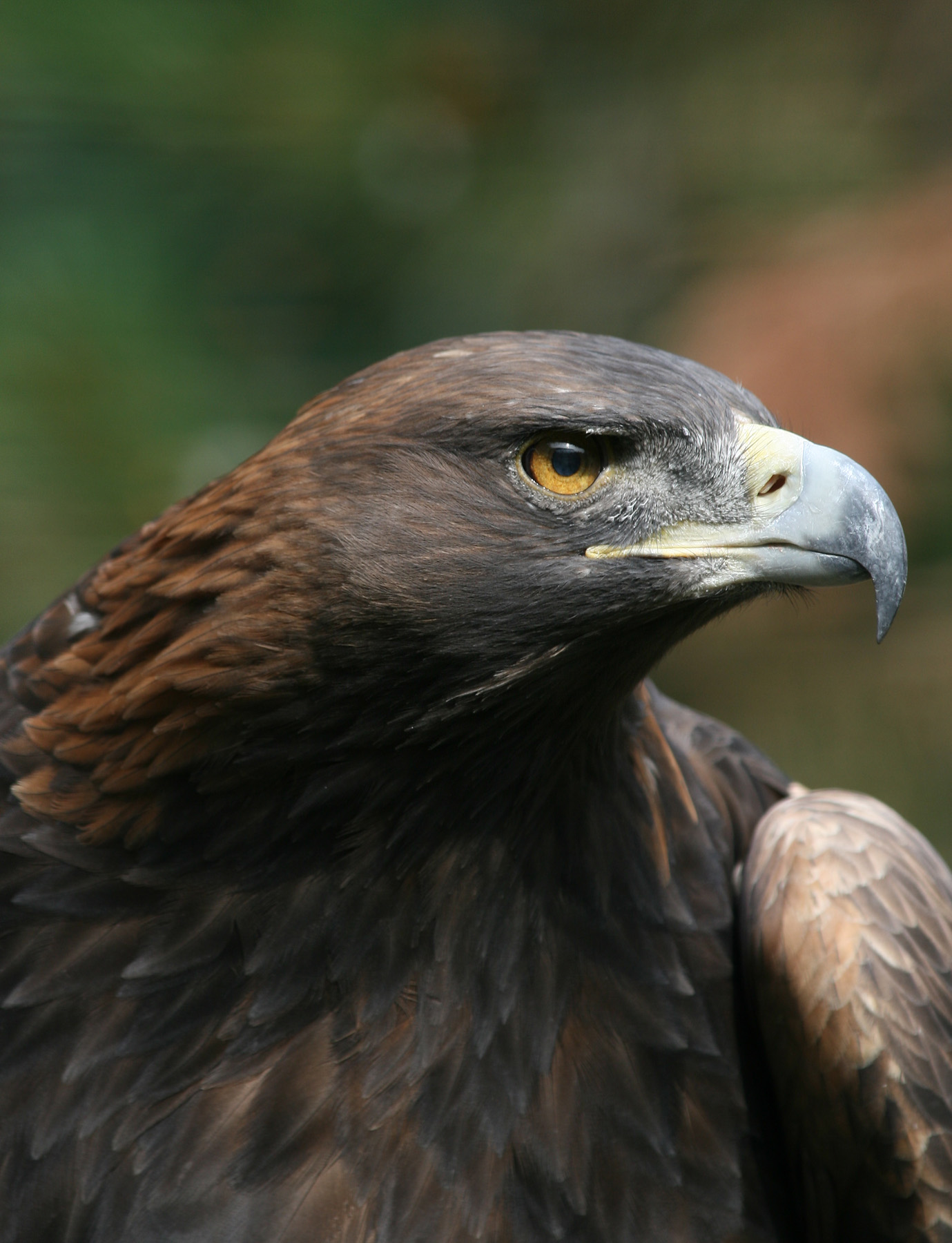
Aigle royal (Aquila chrysaetos)

- Épervier à pieds courts (Accipiter brevipes)
- Épervier d'Europe (Accipiter nisus)
- Autour des palombes (Accipiter gentilis)
- Buse variable (Buteo buteo)
- Buse féroce (Buteo rufinus)
- Aigle pomarin (Clanga pomarina)
- Aigle criard (Clanga clanga)
- Aigle ravisseur (Aquila rapax)
- Aigle des steppes (Aquila nipalensis)
- Aigle impérial (Aquila heliaca)
- Aigle royal (Aquila chrysaetos)
- Aigle de Verreaux (Aquila verreauxii)
- Aigle de Bonelli (Aquila fasciata)
- Aigle de Wahlberg (Hieraaetus wahlbergi) - Espèce accidentelle
- Aigle botté (Hieraaetus pennatus)

## Faucons
Ordre : Falconiformes - Famille : Falconidae

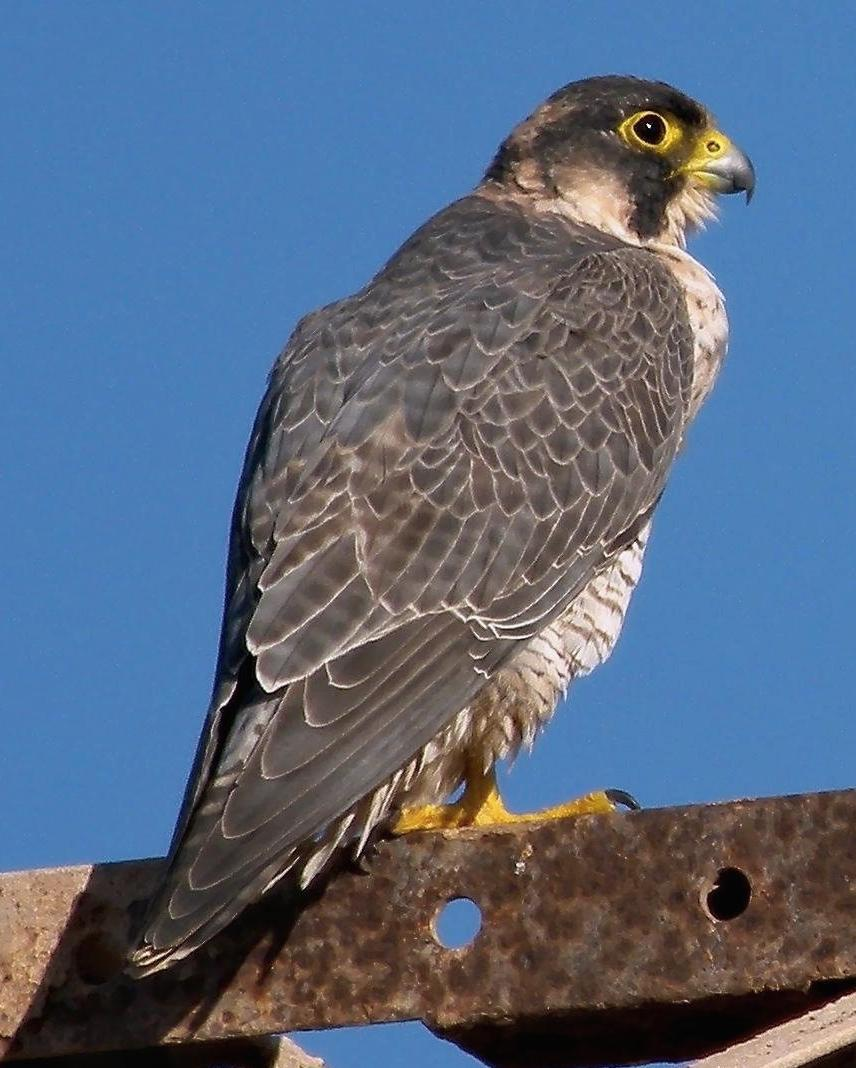
Faucon de Barbarie (Falco pelegrinoides)

- Faucon crécerellette (Falco naumanni)
- Faucon crécerelle (Falco tinnunculus)
- Faucon kobez (Falco vespertinus)
- Faucon d'Éléonore (Falco eleonorae)
- Faucon concolore (Falco concolor)
- Faucon émerillon (Falco columbarius)
- Faucon hobereau (Falco subbuteo)
- Faucon lanier (Falco biarmicus)
- Faucon sacre (Falco cherrug) - Espèce accidentelle
- Faucon de Barbarie (Falco pelegrinoides)
- Faucon pèlerin (Falco peregrinus)

## Paons et perdrix
Ordre : Galliformes - Famille : Phasianidae

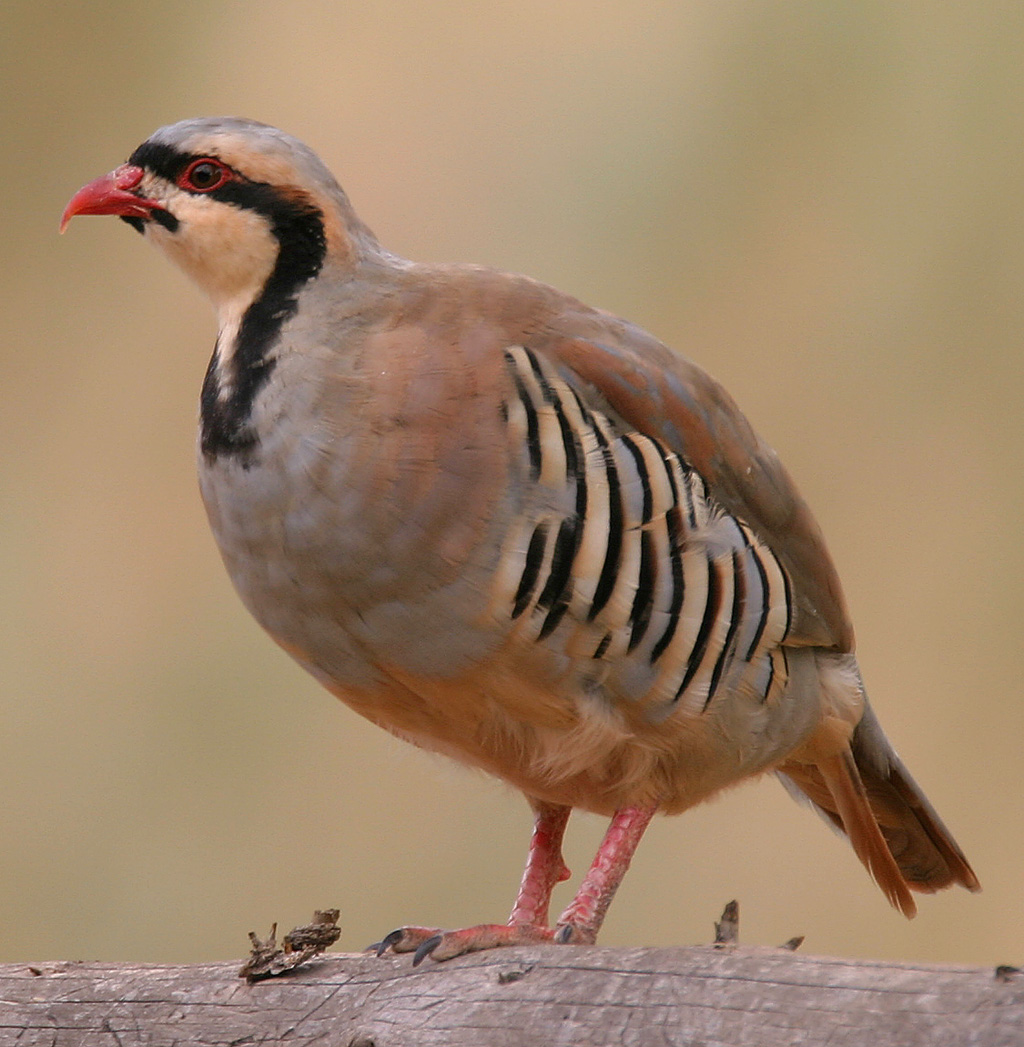
Perdrix choukar (Alectoris chukar)

- Paon spicifère (Pavo muticus) (petites populations introduites dans les Oasis du désert occidental et en Haute-Égypte, au sud d'Aswan)
- Perdrix choukar (Alectoris chukar)
- Perdrix gambra (Alectoris barbara)
- Perdrix bartavelle (Alectoris graeca)
- Perdrix de Hey (Ammoperdix heyi)
- Caille des blés (Coturnix coturnix)

## Grues
Ordre : Gruiformes - Famille : Gruidae
- Grue demoiselle (Anthropoides virgo)
- Grue cendrée (Grus grus)

## Râles, foulques et poules d'eau
Ordre : Gruiformes - Famille : Rallidae
- Râle d'eau (Rallus aquaticus)
- Râle des genêts (Crex crex)
- Marouette poussin (Porzana parva)

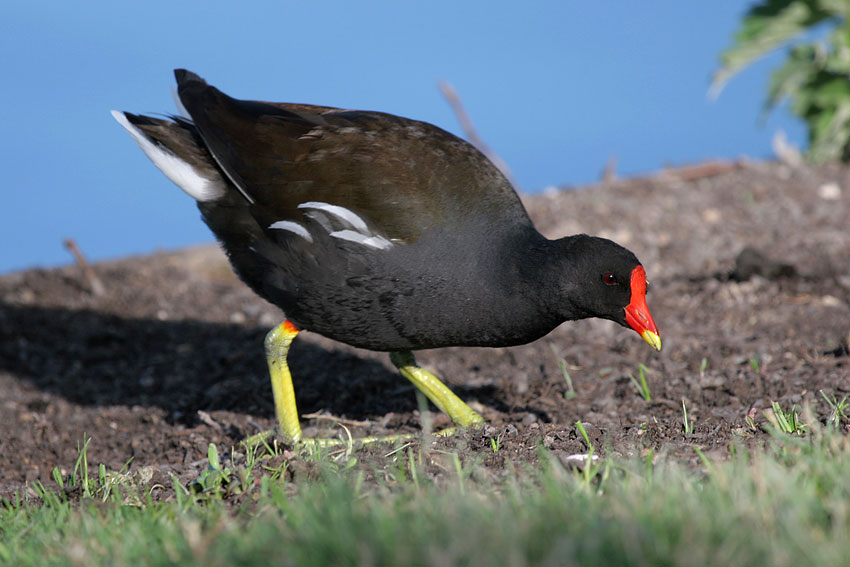
Poule d'eau (Gallinula chloropus)

- Marouette de Baillon (Porzana pusilla)
- Marouette ponctuée (Porzana porzana)
- Talève (Porphyrio madagascariensis)
- Talève d'Allen (Porphyrio alleni) - Espèce accidentelle
- Gallinule poule-d'eau (Gallinula chloropus)
- Gallinule africaine (Gallinula angulata)
- Foulque macroule (Fulica atra)

## Outardes
Ordre : Otidiformes - Famille : Otididae
- Grande Outarde (Otis tarda)

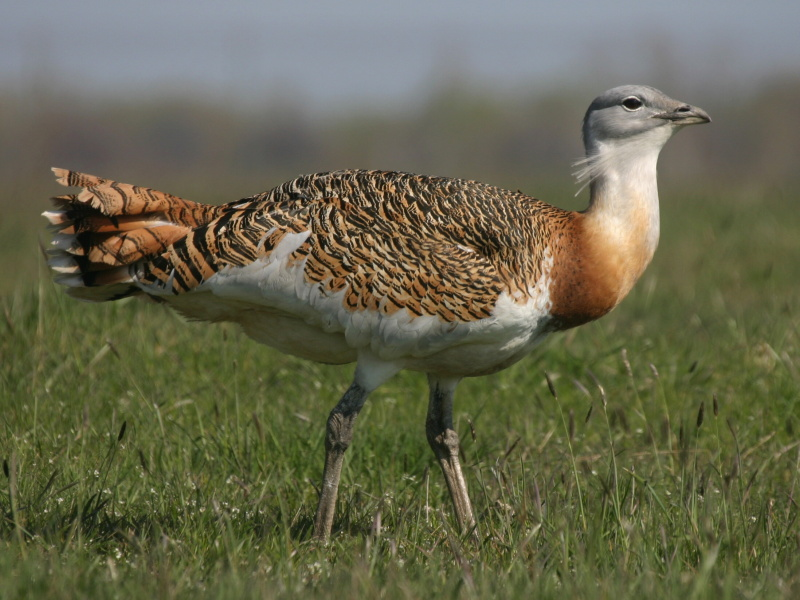
Grande Outarde (Otis tarda)

- Outarde houbara (Chlamydotis undulata)
- Outarde de Macqueen (Chlamydotis macqueenii)
- Outarde canepetière (Tetrax tetrax)

## Rhynchées
Ordre : Charadriiformes - Famille : Rostratulidae
- Rhynchée peinte (Rostratula benghalensis)

## Dromes
Ordre : Charadriiformes - Famille : Dromadidae
- Drome ardéole (Dromas ardeola)

## Huitriers
Ordre : Charadriiformes - Famille : Haematopodidae
- Huîtrier pie (Haematopus ostralegus)

## Avocettes et échasses
Ordre : Charadriiformes - Famille : Recurvirostridae
- Échasse blanche (Himantopus himantopus) - Espèce extirpée
- Avocette élégante (Recurvirostra avosetta) - Absence de reproduction

## Œdicnèmes
Ordre : Charadriiformes - Famille : Burhinidae
- Œdicnème criard (Burhinus oedicnemus)
- Œdicnème du Sénégal (Burhinus senegalensis)

## Pluvians
Ordre : Charadriiformes - Famille : Pluvianidae
- Pluvian fluviatile (Pluvianus aegyptius) - Espèce extirpée

## Courvites et glaréoles
Ordre : Charadriiformes - Famille : Glareolidae
- Courvite isabelle (Cursorius cursor)
- Glaréole à collier (Glareola pratincola)
- Glaréole orientale (Glareola maldivarum) - Espèce accidentelle
- Glaréole à ailes noires (Glareola nordmanni)

## Pluviers et vanneaux
Ordre : Charadriiformes - Famille : Charadriidae
- Vanneau huppé (Vanellus vanellus)

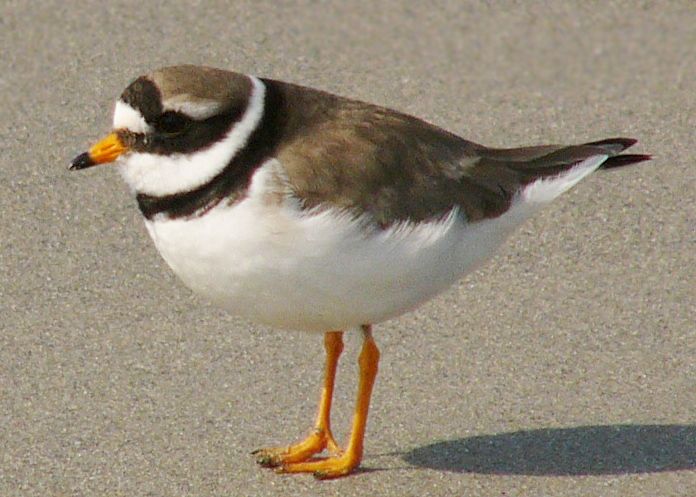
Pluvier grand-gravelot (Charadrius hiaticula)

- Vanneau à éperons (Vanellus spinosus)
- Vanneau sociable (Vanellus gregarius)
- Vanneau à queue blanche (Vanellus leucurus)
- Pluvier fauve (Pluvialis fulva)
- Pluvier doré (Pluvialis apricaria)
- Pluvier argenté (Pluvialis squatarola)
- Pluvier grand-gravelot (Charadrius hiaticula)
- Petit Gravelot (Charadrius dubius)
- Pluvier pâtre (Charadrius pecuarius)
- Pluvier à triple collier (Charadrius tricollaris) - Espèce accidentelle
- Pluvier à collier interrompu (Charadrius alexandrinus)
- Pluvier de Mongolie (Charadrius mongolus)
- Pluvier de Leschenault (Charadrius leschenaultii)
- Pluvier asiatique (Charadrius asiaticus)
- Pluvier guignard (Charadrius morinellus)

## Bécasseaux, bécassines et chevaliers
Ordre : Charadriiformes - Famille : Scolopacidae

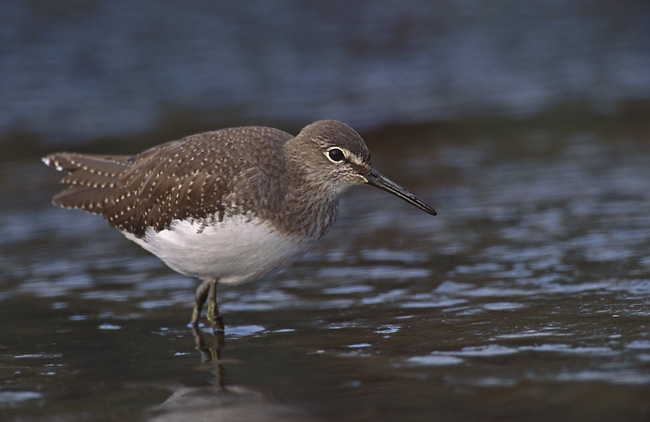
Chevalier cul-blanc (Tringa ochropus)

- Bécasse des bois (Scolopax rusticola)
- Bécassine sourde (Lymnocryptes minimus)
- Bécassine double (Gallinago media)
- Bécassine des marais (Gallinago gallinago)
- Barge à queue noire (Limosa limosa)
- Barge rousse (Limosa lapponica)
- Courlis corlieu (Numenius phaeopus)
- Courlis à bec grêle (Numenius tenuirostris)
- Courlis cendré (Numenius arquata)
- Chevalier arlequin (Tringa erythropus)
- Chevalier gambette (Tringa totanus)
- Chevalier stagnatile (Tringa stagnatilis)
- Chevalier aboyeur (Tringa nebularia)
- Chevalier cul-blanc (Tringa ochropus)
- Chevalier sylvain (Tringa glareola)
- Chevalier bargette (Xenus cinereus)

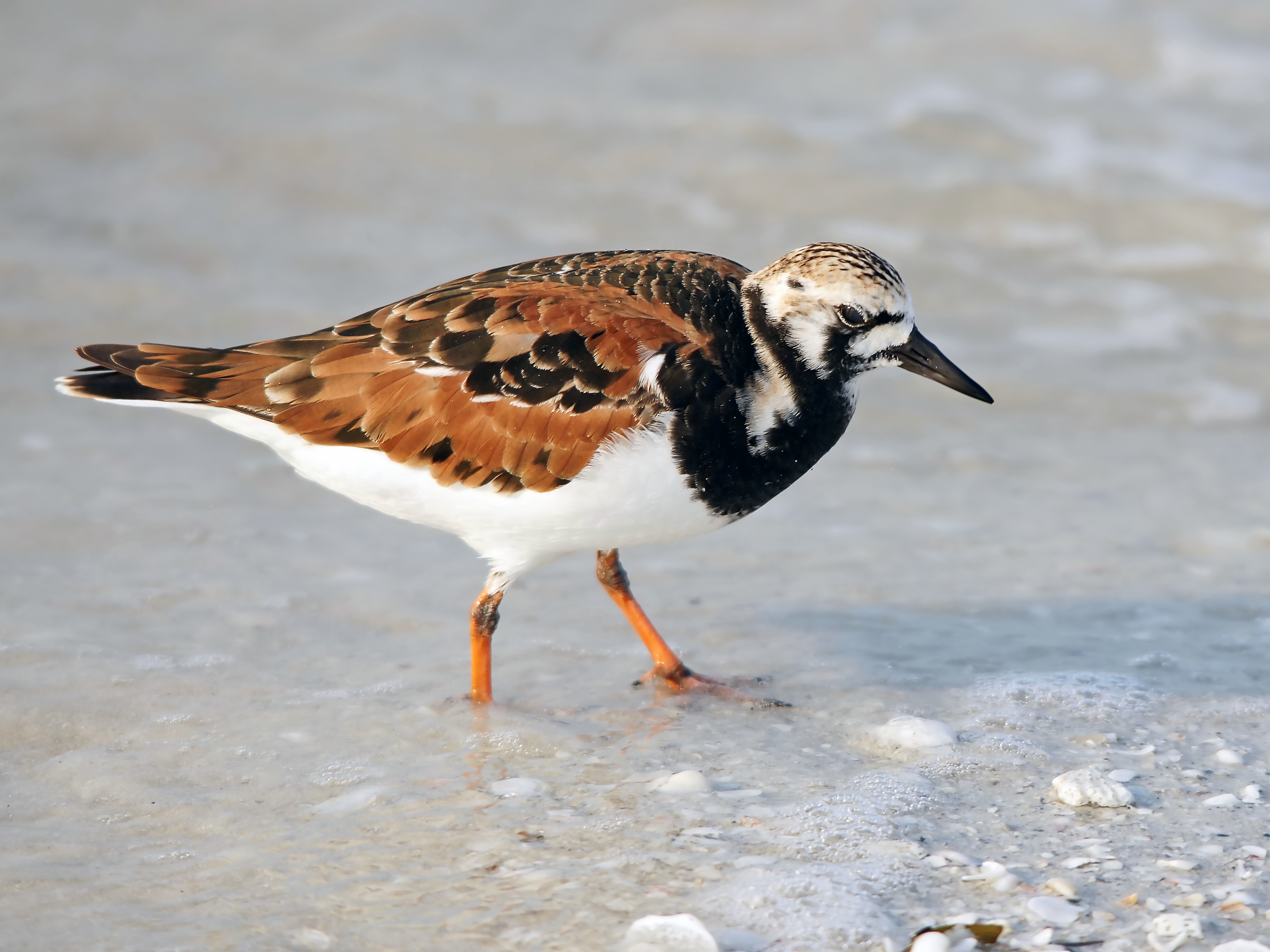
Tournepierre à collier (Arenaria interpres)

- Tournepierre à collier (Arenaria interpres)Chevalier guignette (Actitis hypoleucos)
- Tournepierre à collier (Arenaria interpres)
- Bécasseau maubèche (Calidris canutus)
- Bécasseau sanderling (Calidris alba)
- Bécasseau minute (Calidris minuta)
- Bécasseau de Temminck (Calidris temminckii)
- Bécasseau à longs doigts (Calidris subminuta)
- Bécasseau cocorli (Calidris ferruginea)
- Bécasseau variable (Calidris alpina) - Absence de reproduction
- Bécasseau falcinelle (Calidris falcinellus)
- Combattant varié (Calidris pugnax)
- Phalarope à bec étroit (Phalaropus lobatus)
- Phalarope à bec large (Phalaropus fulicarius)

## Labbes
Ordre : Charadriiformes - Famille : Stercorariidae
- Labbe pomarin (Stercorarius pomarinus)
- Labbe parasite (Stercorarius parasiticus)
- Labbe à longue queue (Stercorarius longicaudus)

## Mouettes, goélands et sternes
Ordre : Charadriiformes - Famille : Laridae

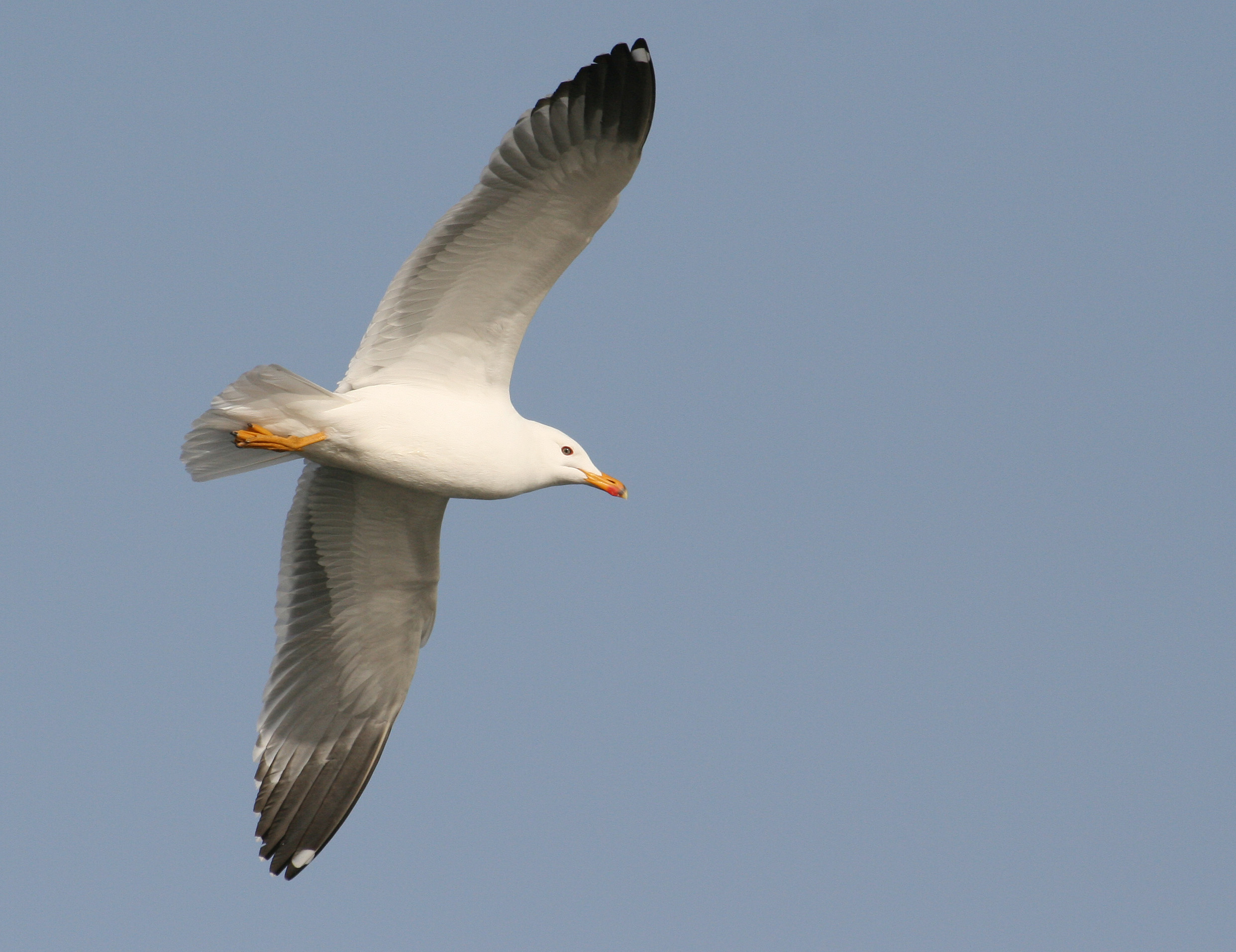
Goéland d'Arménie (Larus armenicus)

- Goéland à iris blanc (Ichthyaetus leucophthalmus)
- Goéland de Hemprich (Ichthyaetus hemprichii)
- Goéland d'Audouin (Ichthyaetus audouinii)
- Mouette mélanocéphale (Ichthyaetus melanocephalus) - Absence de reproduction
- Goéland ichthyaète (Ichthyaetus ichthyaetus)
- Goéland cendré (Larus canus)
- Goéland marin (Larus marinus)
- Goéland bourgmestre (Larus hyperboreus)
- Goéland brun (Larus fuscus)
- Goéland leucophée (Larus michahellis)
- Goéland de Sibérie (Larus heuglini)
- Goéland pontique (Larus cachinnans)
- Goéland d'Arménie (Larus armenicus)
- Mouette à tête grise (Chroicocephalus cirrocephalus) - Espèce accidentelle
- Mouette rieuse (Chroicocephalus ridibundus)
- Goéland railleur (Chroicocephalus genei)
- Mouette pygmée (Hydrocoloeus minutus)
- Mouette de Sabine (Xema sabini)
- Mouette tridactyle (Rissa tridactyla)
- Sterne hansel (Gelochelidon nilotica)

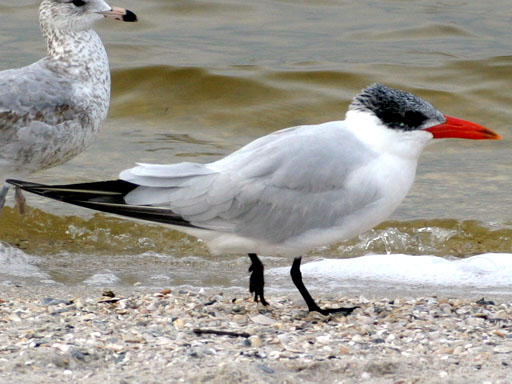
Sterne caspienne (Hydroprogne caspia)

- Sterne caspienne (Hydroprogne caspia)
- Sterne voyageuse (Thalasseus bengalensis)
- Sterne caugek (Thalasseus sandvicensis)
- Sterne huppée (Thalasseus bergii)
- Sterne de Dougall (Sterna dougallii)
- Sterne pierregarin (Sterna hirundo)
- Sterne à joues blanches (Sterna repressa)
- Sterne naine (Sternula albifrons)
- Sterne de Saunders (Sternula saundersi)
- Sterne bridée (Onychoprion anaethetus)
- Guifette moustac (Chlidonias hybrida)
- Guifette leucoptère (Chlidonias leucopterus)
- Guifette noire (Chlidonias niger)
- Bec-en-ciseaux d'Afrique (Rynchops flavirostris)

## Guillemots, pingouins et macareux
Ordre : Charadriiformes - Famille : Alcidae
- Petit Pingouin (Alca torda)

## Gangas
Ordre : Pterocliformes - Famille : Pteroclididae
- Ganga cata (Pterocles alchata) - Espèce accidentelle
- Ganga à ventre brun (Pterocles exustus)
- Ganga tacheté (Pterocles senegallus)
- Ganga unibande (Pterocles orientalis)
- Ganga couronné (Pterocles coronatus)
- Ganga de Lichtenstein (Pterocles lichtensteinii)

## Pigeons et tourterelles
Ordre : Columbiformes - Famille : Columbidae
- Pigeon biset (Columba livia)
- Pigeon colombin (Columba oenas)

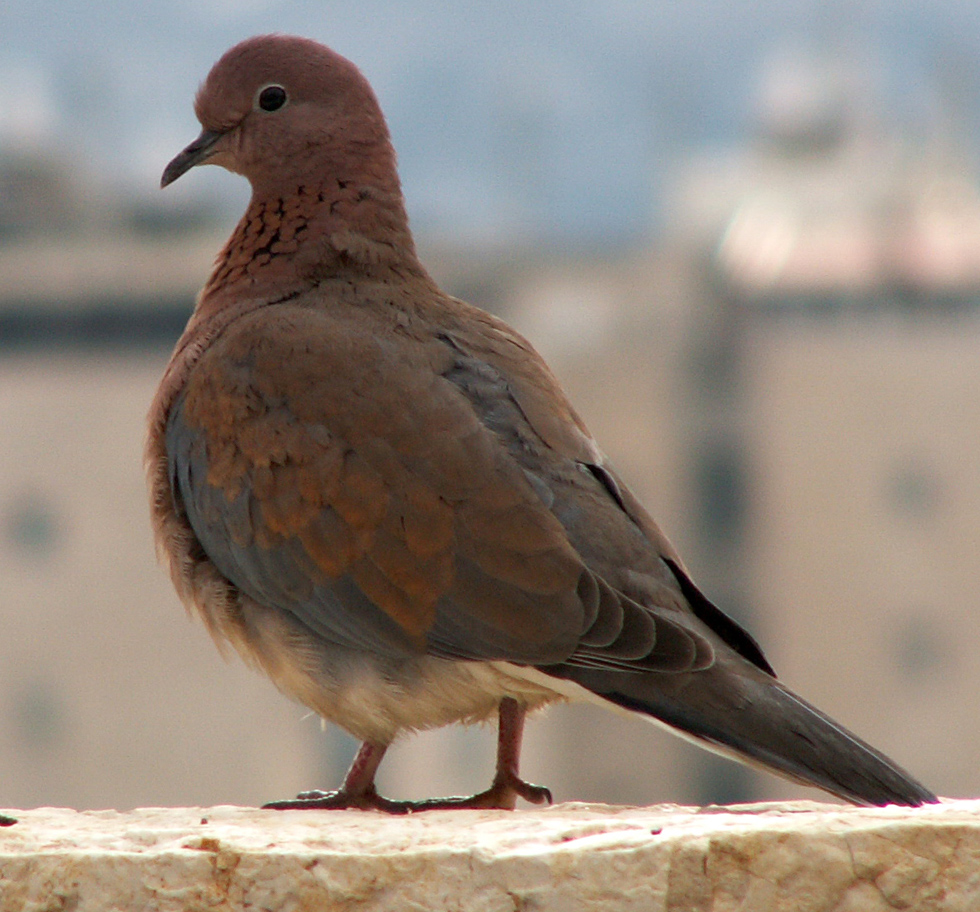
Tourterelle maillée (Streptopelia senegalensis)

- Pigeon ramier (Columba palumbus) - Espèce accidentelle
- Tourterelle des bois (Streptopelia turtur)
- Tourterelle orientale (Streptopelia orientalis)
- Tourterelle turque (Streptopelia decaocto)
- Tourterelle rieuse (Streptopelia roseogrisea)
- Tourterelle pleureuse (Streptopelia decipiens) - Espèce accidentelle
- Tourterelle maillée (Streptopelia senegalensis)
- Tourtelette masquée (Oena capensis)
- Colombar waalia (Treron waalia) - Espèce accidentelle

## Perruches
Ordre : Psittaciformes - Famille : Psittacidae
- Perruche à collier (Psittacula krameri) - Espèce introduite

## Coucous
Ordre : Cuculiformes - Famille : Cuculidae
- Coucou geai (Clamator glandarius)
- Coucou gris (Cuculus canorus)
- Coucal du Sénégal (Centropus senegalensis)

## Effraies
Ordre : Strigiformes - Famille : Tytonidae
- Chouette effraie (Tyto alba)

## Chouettes et Hiboux
Ordre : Strigiformes - Famille : Strigidae
- Chevêche d'Athéna (Athene noctua)Petit-duc de Bruce (Otus brucei)
- Petit-duc scops (Otus scops)

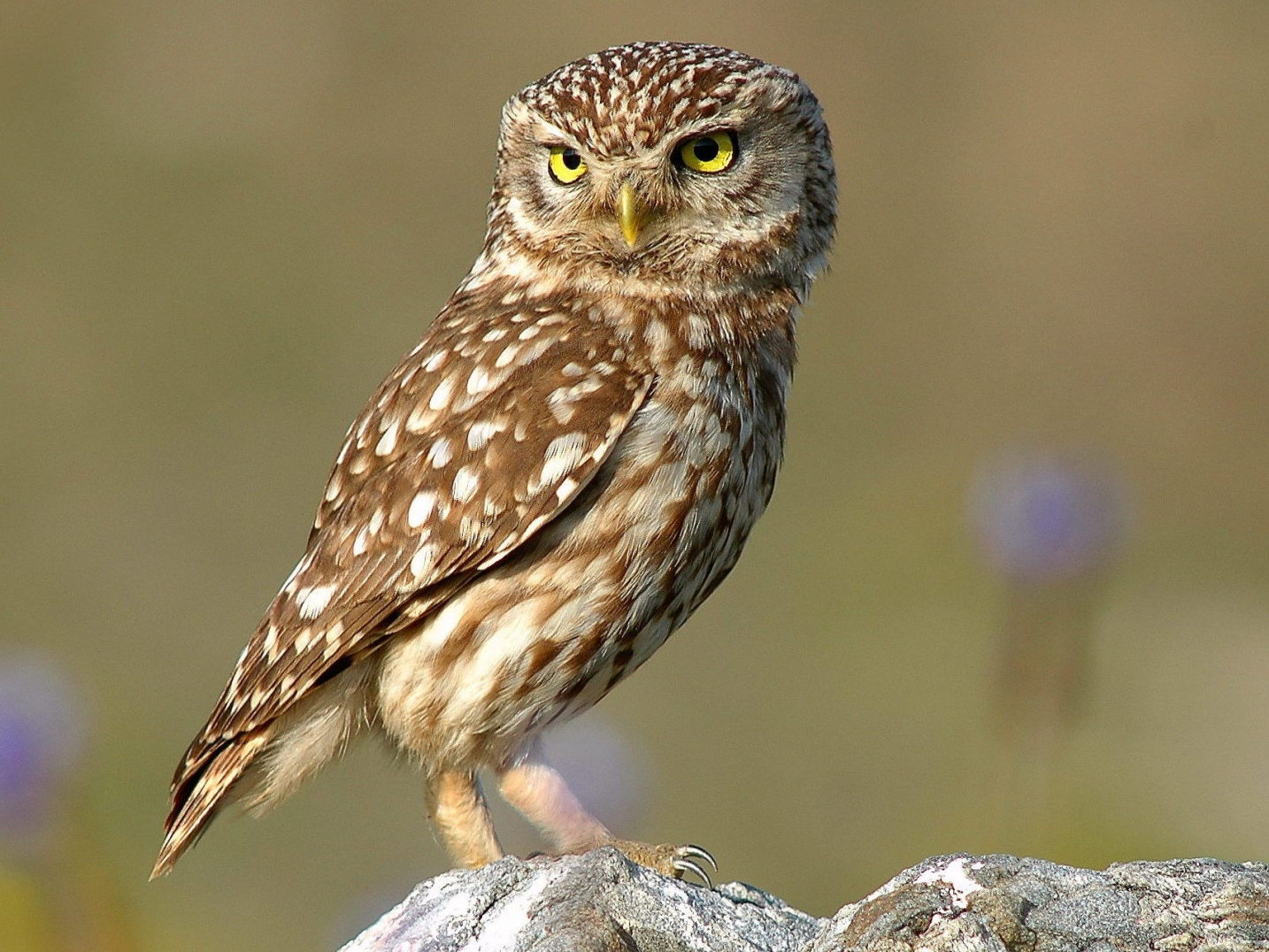
Chevêche d'Athéna (Athene noctua)

- Grand-duc ascalaphe (Bubo ascalaphus)
- Chouette d'Hadoram (Strix hadorami)
- Chevêche d'Athéna (Athene noctua)
- Hibou moyen-duc (Asio otus)
- Hibou des marais (Asio flammeu)

## Engoulevents
Ordre : Caprimulgiformes - Famille : Caprimulgidae
- Engoulevent d'Europe (Caprimulgus europaeus)
- Engoulevent du désert (Caprimulgus aegyptius)
- Engoulevent de Nubie (Caprimulgus nubicus)

## Martinets
Ordre : Apodiformes - Famille : Apodidae
- Martinet des palmes (Cypsiurus parvus) - Espèce accidentelle
- Martinet à ventre blanc (Tachymarptis melba)
- Martinet noir (Apus apus)
- Martinet pâle (Apus pallidus)
- Martinet des maisons (Apus affinis)

## Martins-pêcheurs
Ordre : Coraciiformes - Famille : Alcedinidae
- Martin-pêcheur d'Europe (Alcedo atthis)
- Martin-chasseur de Smyrne (Halcyon smyrnensis)
- Martin-chasseur à collier blanc (Todiramphus chloris)
- Martin-pêcheur pie (Ceryle rudis)

## Guêpiers
Ordre : Coraciiformes - Famille : Meropidae
- Guêpier d'Orient (Merops orientalis)
- Guêpier de Perse (Merops persicus)
- Guêpier d'Europe (Merops apiaster)

## Rolliers
Ordre : Coraciiformes - Famille : Coraciidae
- Rollier d'Europe (Coracias garrulus)
- Rollier d'Abyssinie (Coracias abyssinicus) - Espèce accidentelle
- Rolle violet (Eurystomus glaucurus) - Espèce accidentelle

## Huppes
Ordre : Coraciiformes - Famille : Upupidae
- Huppe fasciée (Upupa epops)

## Pics et torcols
Ordre : Piciformes - Famille : Picidae
- Torcol fourmilier (Jynx torquilla)
- Pic syriaque (Dendrocopos syriacus)

## Alouettes
Ordre : Passeriformes - Famille : Alaudidae

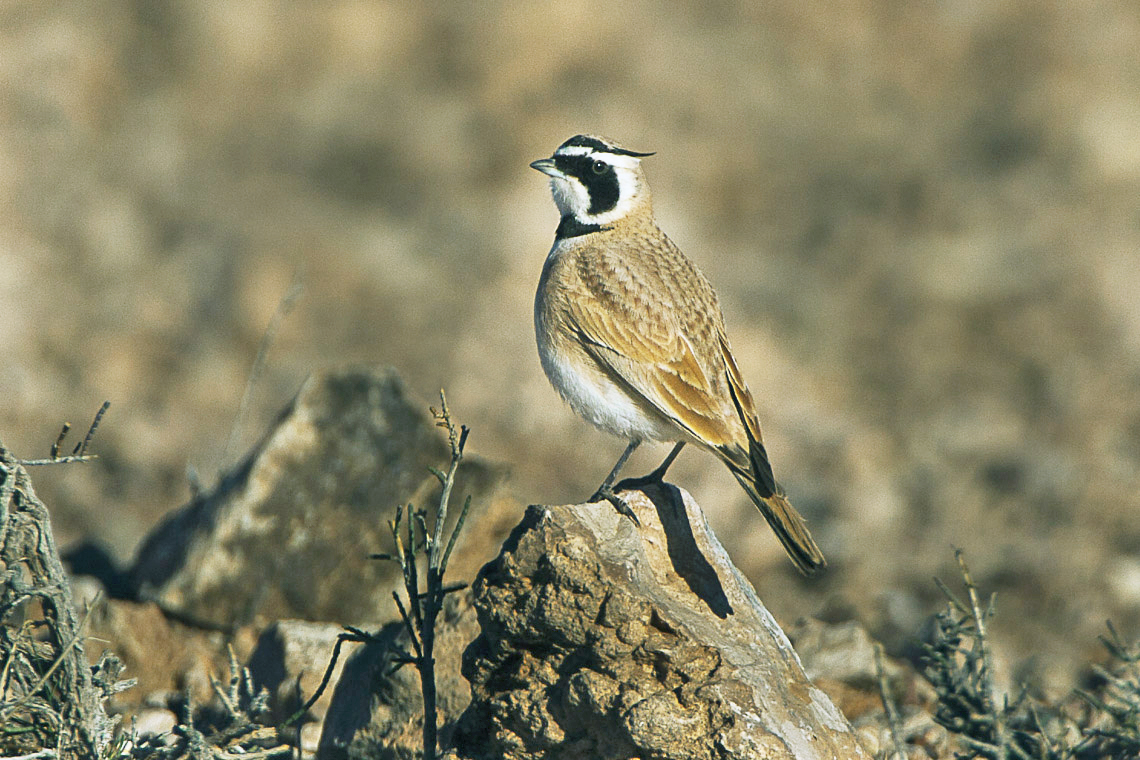
Alouette bilophe (Eremophila bilopha)

- Alouette bilophe (Eremophila bilopha)Moinelette à front blanc (Eremopterix nigriceps)
- Ammomane élégante (Ammomanes cinctura)
- Ammomane isabelline (Ammomanes deserti)
- Sirli du désert (Alaemon alaudipes)
- Alouette de Clot-Bey (Ramphocoris clotbey)
- Alouette calandre (Melanocorypha calandra)
- Alouette monticole (Melanocorypha bimaculata)
- Alouette calandrelle (Calandrella brachydactyla)
- Alouette pispolette (Alaudala rufescens)
- Alouette de Dunn (Eremalauda dunni)
- Sirli de Dupont (Chersophilus duponti)
- Cochevis huppé (Galerida cristata)
- Cochevis de Thékla (Galerida theklae)
- Alouette lulu (Lullula arborea)
- Alouette des champs (Alauda arvensis)
- Alouette gulgule (Alauda gulgula)
- Alouette bilophe (Eremophila bilopha)

## Hirondelles
Ordre : Passeriformes - Famille : Hirundinidae

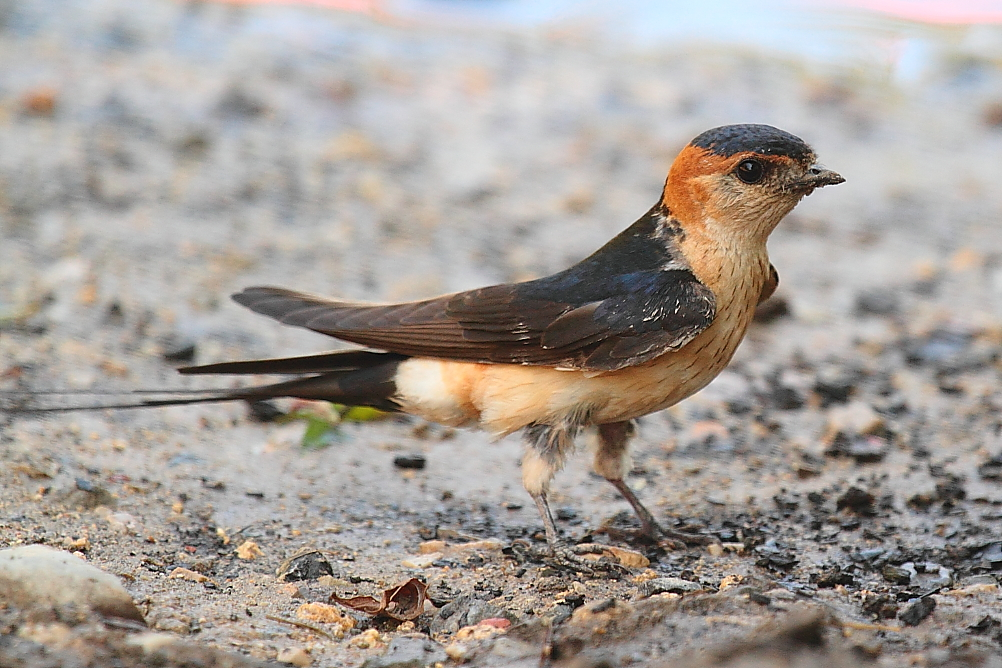
Hirondelle rousseline (Cecropis daurica)

- Hirondelle rousseline (Cecropis daurica)Hirondelle de rivage (Riparia riparia)
- Hirondelle à collier (Riparia cincta) - Espèce accidentelle
- Hirondelle paludicole (Riparia paludicola) - Espèce accidentelle
- Hirondelle de rochers (Ptyonoprogne rupestris)
- Hirondelle du désert (Ptyonoprogne obsoleta)
- Hirondelle rustique (Hirundo rustica)
- Hirondelle rousseline (Cecropis daurica)
- Hirondelle de fenêtre (Delichon urbicum)
- Hirondelle fluviatile (Petrochelidon fluvicola) - Espèce accidentelle

## Bergeronnettes et pipits
Ordre : Passeriformes - Famille : Motacillidae

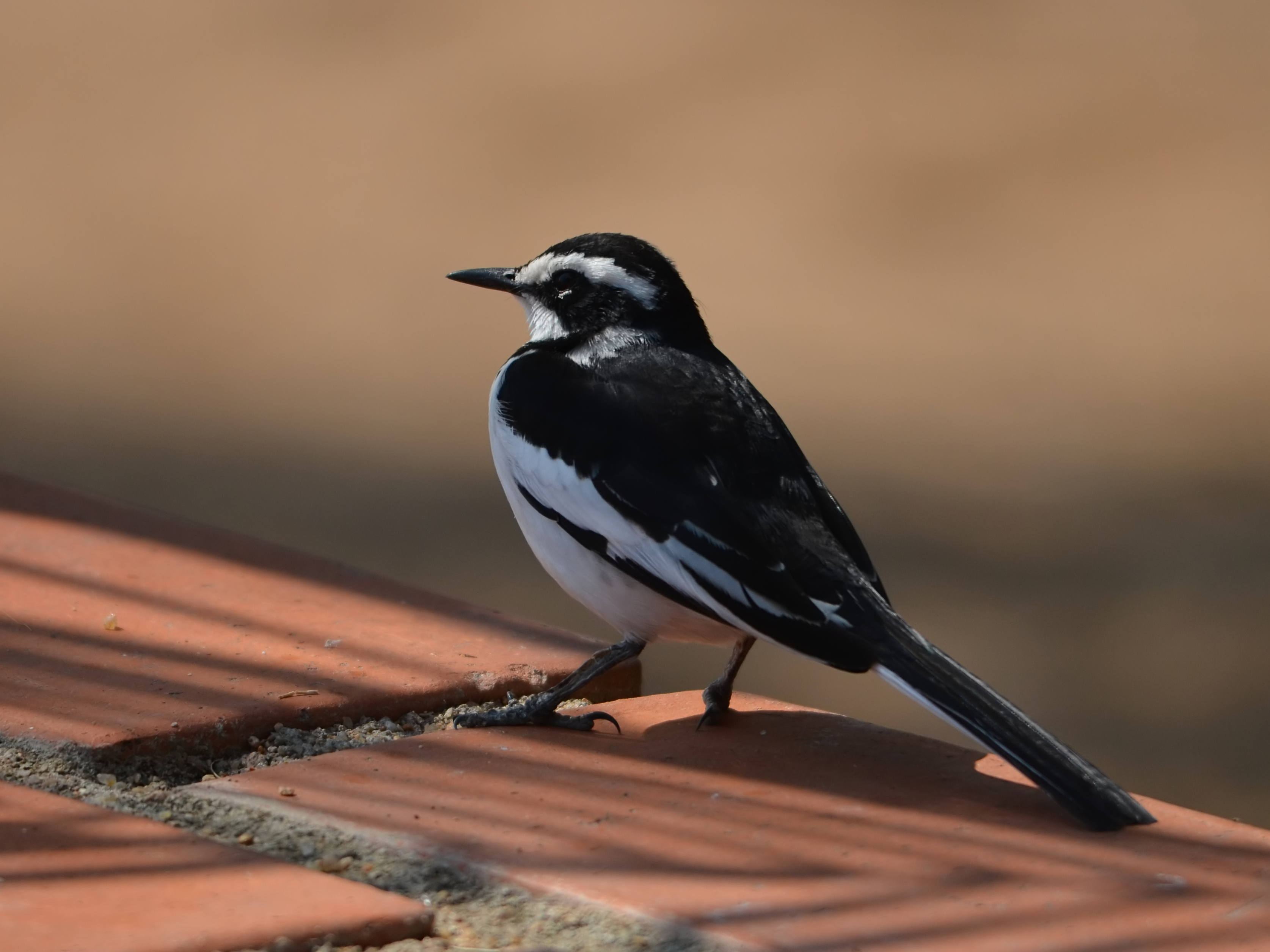
Bergeronnette pie (Motacilla aguimp)

- Bergeronnette pie (Motacilla aguimp)Bergeronnette grise (Motacilla alba)
- Bergeronnette pie (Motacilla aguimp)
- Bergeronnette printanière (Motacilla flava)
- Bergeronnette des ruisseaux (Motacilla cinerea)
- Pipit de Richard (Anthus richardi)
- Pipit rousseline (Anthus campestris)
- Pipit à long bec (Anthus similis)
- Pipit des arbres (Anthus trivialis)
- Pipit farlouse (Anthus pratensis) - Absence de reproduction
- Pipit à gorge rousse (Anthus cervinus)
- Pipit spioncelle (Anthus spinoletta)
- Pipit d'Amérique (Anthus rubescens)

## Bulbuls
Ordre : Passeriformes - Famille : Pycnonotidae
- Bulbul des jardins (Pycnonotus barbatus)
- Bulbul d'Arabie (Pycnonotus xanthopygos)

## Roitelets
Ordre : Passeriformes - Famille : Regulidae
- Roitelet huppé (Regulus regulus)
- Roitelet à triple bandeau (Regulus ignicapilla) - Espèce accidentelle

## Hypocolius
Ordre : Passeriformes - Famille : Hypocoliidae
- Hypocolius gris (Hypocolius ampelinus) - Espèce accidentelle

## Troglodytes
Ordre : Passeriformes - Famille : Troglodytidae
- Troglodyte mignon (Troglodytes troglodytes)

## Accenteurs
Ordre : Passeriformes - Famille : Prunellidae
- Accenteur mouchet (Prunella modularis)

## Grives et merles
Ordre : Passeriformes - Famille : Turdidae
- Grive litorne (Turdus pilaris)Merle à plastron (Turdus torquatus)
- Merle noir (Turdus merula)

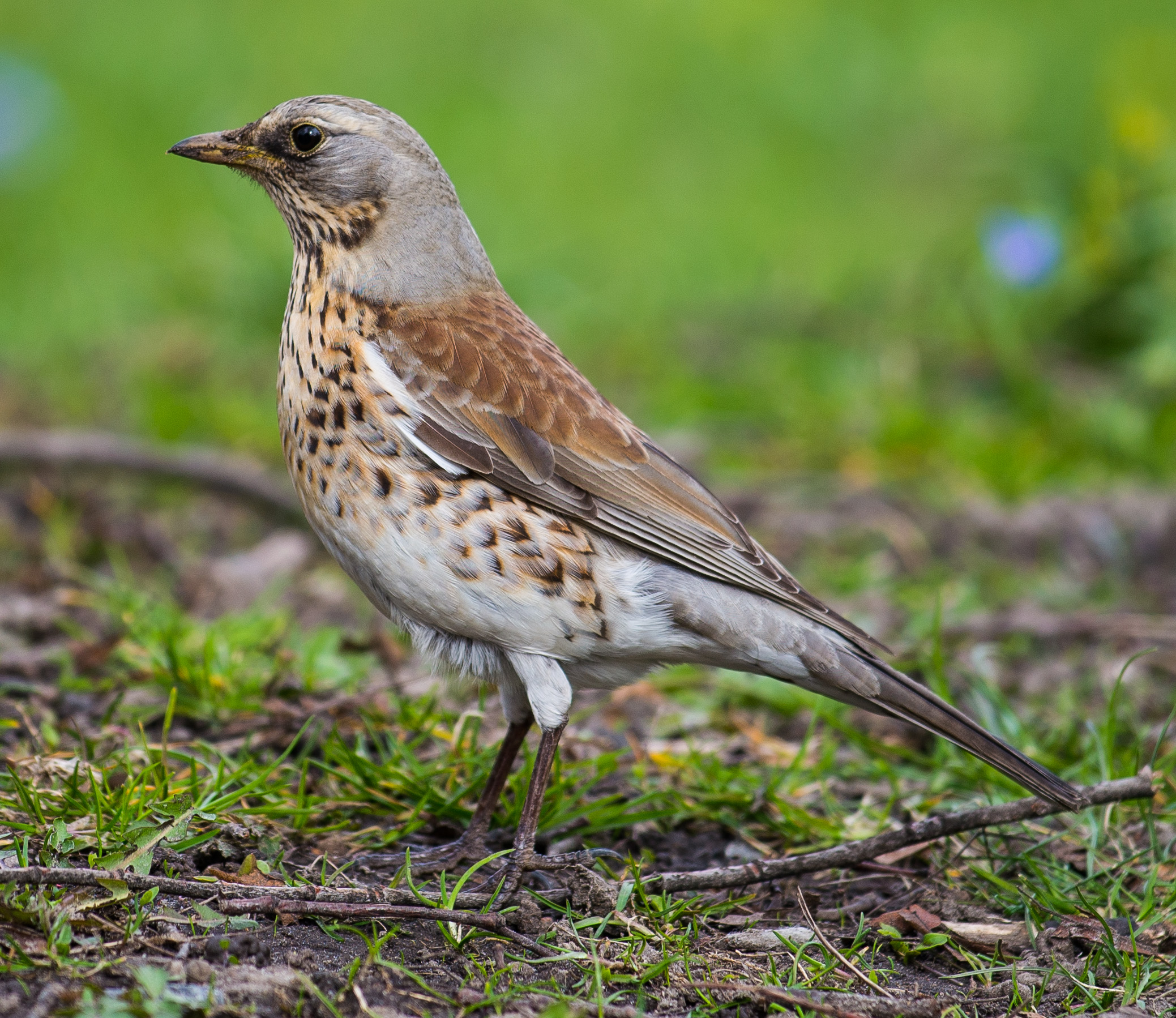
Grive litorne (Turdus pilaris)

- Grive à gorge noire (Turdus atrogularis) - Espèce accidentelle
- Grive litorne (Turdus pilaris)
- Grive mauvis (Turdus iliacus)
- Grive musicienne (Turdus philomelos)
- Grive draine (Turdus viscivorus)

## Cisticoles et prinia
Ordre : Passeriformes - Famille : Cisticolidae
- Cisticole des joncs (Cisticola juncidis)
- Prinia gracile (Prinia gracilis)

## Dromoïque
Ordre : Passeriformes - Famille : Scotocercidae
- Dromoïque vif-argent (Scotocerca inquieta)

## Bouscarles
Ordre : Passeriformes - Famille : Cettiidae
- Bouscarle de Cetti (Cettia cetti)

## Locustelles
Ordre : Passeriformes - Famille : Locustellidae
- Locustelle tachetée (Locustella naevia)
- Locustelle fluviatile (Locustella fluviatilis)
- Locustelle luscinioïde (Locustella luscinioides)

## Hypolaïs, Phragmites et rousserolles
Ordre : Passeriformes - Famille : Acrocephalidae

Hypolaïs des oliviers (Hippolais olivetorum)

- Hypolaïs des oliviers (Hippolais olivetorum)Lusciniole à moustaches (Acrocephalus melanopogon)
- Phragmite aquatique (Acrocephalus paludicola)
- Phragmite des joncs (Acrocephalus schoenobaenus)
- Rousserolle effarvatte (Acrocephalus scirpaceus)
- Rousserolle des buissons (Acrocephalus dumetorum)
- Rousserolle verderolle (Acrocephalus palustris)
- Rousserolle turdoïde (Acrocephalus arundinaceus)
- Rousserolle stentor (Acrocephalus stentoreus)
- Rousserolle à gros bec (Iduna aedon)
- Hypolaïs pâle (Iduna pallida)
- Hypolaïs obscure (Iduna opaca) - Espèce accidentelle
- Hypolaïs d'Upcher (Hippolais languida)
- Hypolaïs des oliviers (Hippolais olivetorum)
- Hypolaïs ictérine (Hippolais icterina)

## Pouillots
Ordre : Passeriformes - Famille : Phylloscopidae
- Pouillot fitis (Phylloscopus trochilus)
- Pouillot véloce (Phylloscopus collybita)
- Pouillot de Bonelli (Phylloscopus bonelli)
- Pouillot oriental (Phylloscopus orientalis)
- Pouillot siffleur (Phylloscopus sibilatrix)
- Pouillot brun (Phylloscopus fuscatus) - Espèce accidentelle
- Pouillot à grands sourcils (Phylloscopus inornatus)

## Fauvettes
Ordre : Passeriformes - Famille : Sylviidae

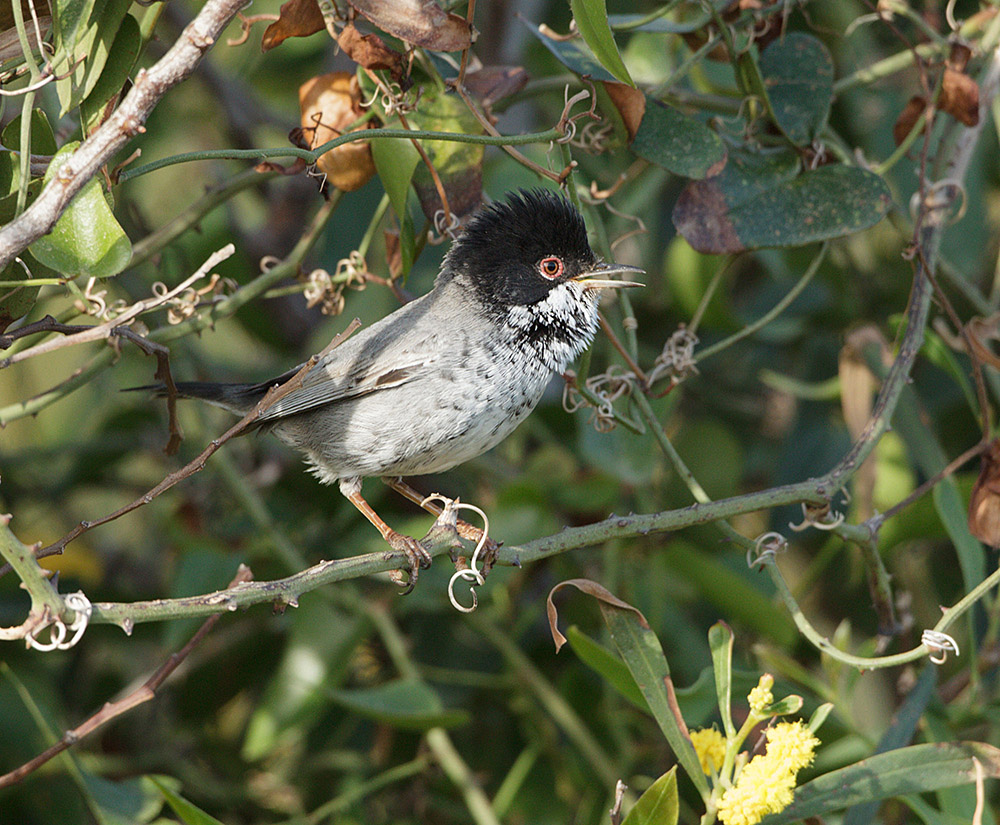
Fauvette de Chypre (Sylvia melanothorax)

- Fauvette de Chypre (Sylvia melanothorax)Fauvette à tête noire (Sylvia atricapilla) - Absence de reproduction
- Fauvette des jardins (Sylvia borin)
- Fauvette grisette (Sylvia communis)
- Fauvette babillarde (Sylvia curruca)
- Fauvette naine (Sylvia nana) - Absence de reproduction
- Fauvette du désert (Sylvia deserti)
- Fauvette épervière (Sylvia nisoria)
- Fauvette orphéane (Sylvia crassirostris)
- Fauvette d'Arabie (Sylvia leucomelaena)
- Fauvette de Rüppell (Sylvia ruppeli)
- Fauvette passerinette (Sylvia cantillans)
- Fauvette mélanocéphale (Sylvia melanocephala) - Absence de reproduction
- Fauvette de Chypre (Sylvia melanothorax) - Absence de reproduction
- Fauvette de Ménétries (Sylvia mystacea) - Absence de reproduction
- Fauvette à lunettes (Sylvia conspicillata)
- Fauvette sarde (Sylvia sarda) - Absence de reproduction

## Gobemouches, monticoles et rossignols
Ordre : Passeriformes - Famille : Muscicapidae

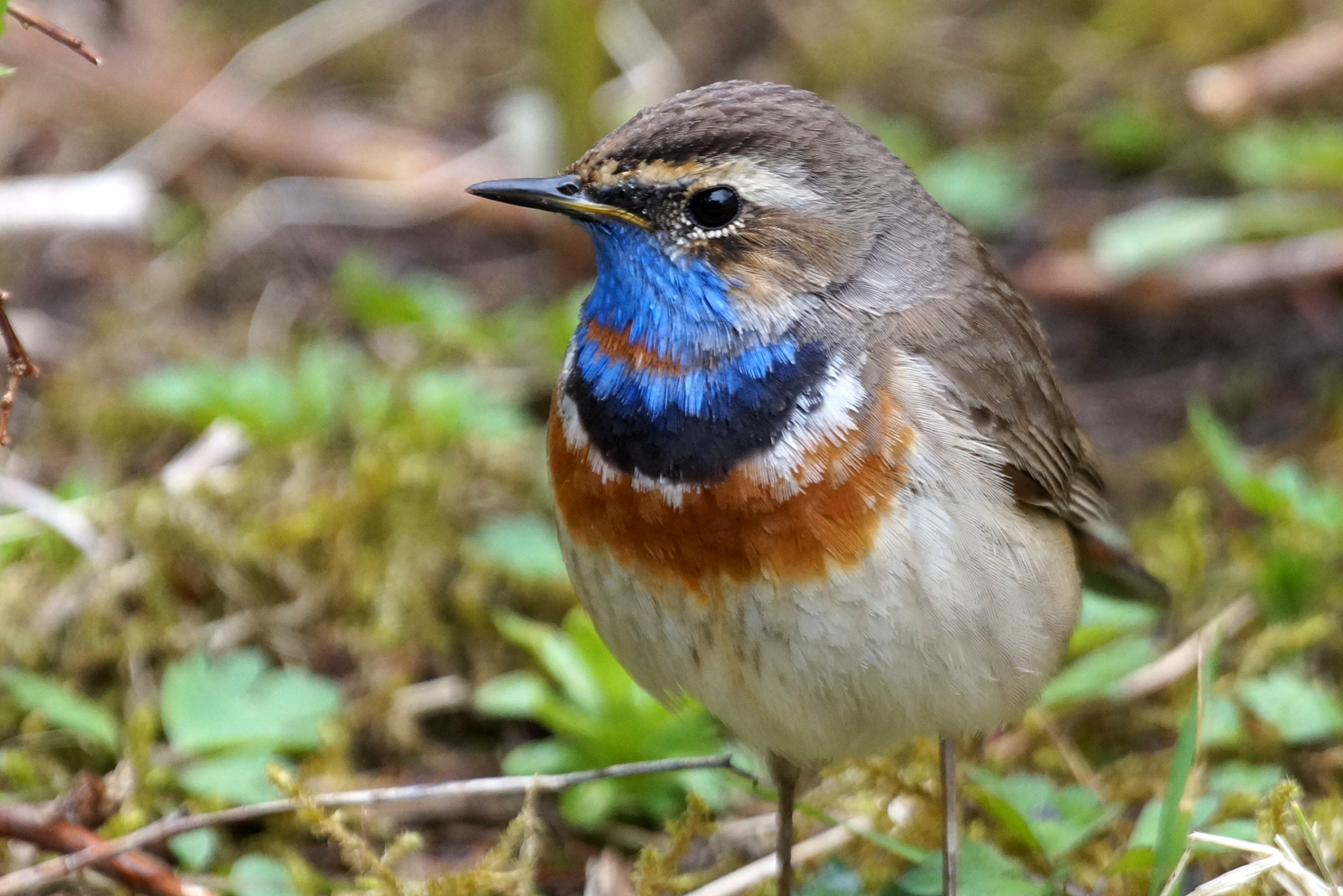
Gorgebleue à miroir (Luscinia svecica)

- Gorgebleue à miroir (Luscinia svecica)Monticole merle-de-roche (Monticola saxatilis)
- Monticole merle-bleu (Monticola solitarius)
- Gobemouche gris (Muscicapa striata)
- Gobemouche noir (Ficedula hypoleuca)
- Gobemouche à collier (Ficedula albicollis)
- Gobemouche à demi-collier (Ficedula semitorquata)
- Gobemouche nain (Ficedula parva)
- Rouge-gorge familier (Erithacus rubecula)
- Rossignol progné (Luscinia luscinia)
- Rossignol philomèle (Luscinia megarhynchos)
- Gorgebleue à miroir (Luscinia svecica)
- Rossignol calliope (Calliope calliope)
- Agrobate podobé (Cercotrichas podobe) - Espèce accidentelle
- Agrobate roux (Cercotrichas galactotes)
- Iranie à gorge blanche (Irania gutturalis)
- Rougequeue noir (Phoenicurus ochruros)
- Rougequeue à front blanc (Phoenicurus phoenicurus)

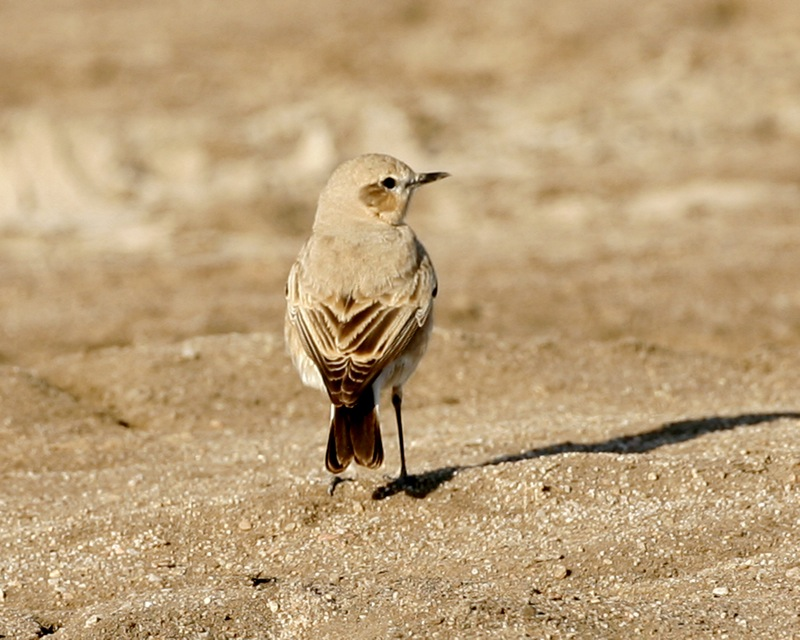
Traquet isabelle (Oenanthe isabellina)

- Traquet isabelle (Oenanthe isabellina)Tarier de Sibérie (Saxicola maurus) - Espèce accidentelle
- Tarier des prés (Saxicola rubetra)
- Tarier pâtre (Saxicola rubicola)
- Tarier pie (Saxicola caprata) - Espèce accidentelle
- Traquet à tête blanche (Oenanthe leucopyga)
- Traquet à capuchon (Oenanthe monacha)
- Traquet rieur (Oenanthe leucura)
- Traquet motteux (Oenanthe oenanthe)
- Traquet deuil (Oenanthe lugens)
- Traquet de Finsch (Oenanthe finschii)
- Traquet à tête grise (Oenanthe moesta)
- Traquet pie (Oenanthe pleschanka)
- Traquet de Chypre (Oenanthe cypriaca)
- Traquet oreillard (Oenanthe hispanica)
- Traquet de Perse (Oenanthe chrysopygia)
- Traquet du désert (Oenanthe deserti)
- Traquet isabelle (Oenanthe isabellina)
- Traquet à queue noire (Oenanthe melanura)

## Cratéropes
Ordre : Passeriformes - Famille : Leiothrichidae
- Cratérope écaillé (Turdoides squamiceps)
- Cratérope fauve (Turdoides fulva)

## Mésanges
Ordre : Passeriformes - Famille : Paridae
- Mésange charbonnière (Parus major)

## Rémiz
Ordre : Passeriformes - Famille : Remizidae
- Rémiz penduline (Remiz pendulinus)

## Souimanga
Ordre : Passeriformes - Famille : Nectariniidae
- Souimanga du Nil (Hedydipna metallica)
- Souimanga de Palestine (Cinnyris osea)
- Souimanga brillant (Cinnyris habessinicus)

## Loriots
Ordre : Passeriformes - Famille : Oriolidae
- Loriot d'Europe (Oriolus oriolus)

## Pies-grièches
Ordre : Passeriformes - Famille : Laniidae

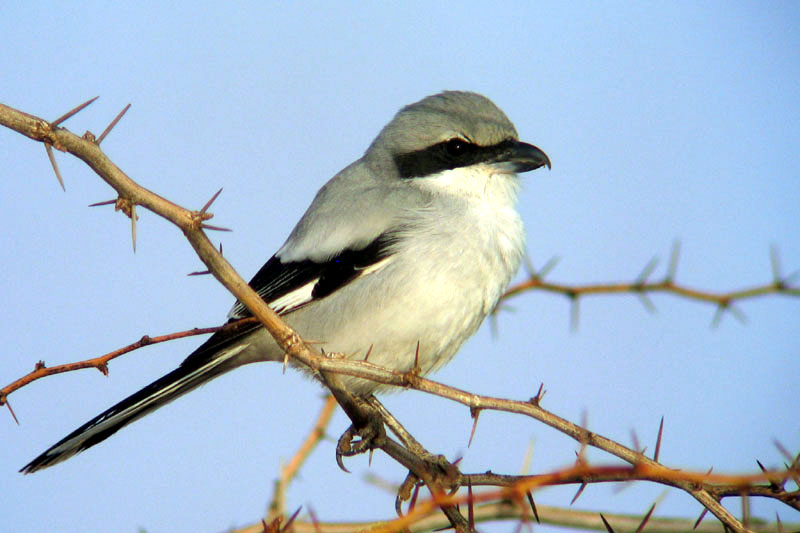
Pie-grièche méridionale (Lanius meridionalis)

- Pie-grièche méridionale (Lanius meridionalis)Pie-grièche écorcheur (Lanius collurio)
- Pie-grièche du Turkestan (Lanius phoenicuroides) - Espèce accidentelle
- Pie-grièche isabelle (Lanius isabellinus)
- Pie-grièche méridionale (Lanius meridionalis)
- Pie-grièche à poitrine rose (Lanius minor)
- Pie-grièche masquée (Lanius nubicus)
- Pie-grièche à tête rousse (Lanius senator)

## Tchagra
Ordre : Passeriformes - Famille : Malaconotidae
- Tchagra à croupion rose (Telophorus cruentus)

## Corbeaux, corneilles et pies
Ordre : Passeriformes - Famille : Corvidae

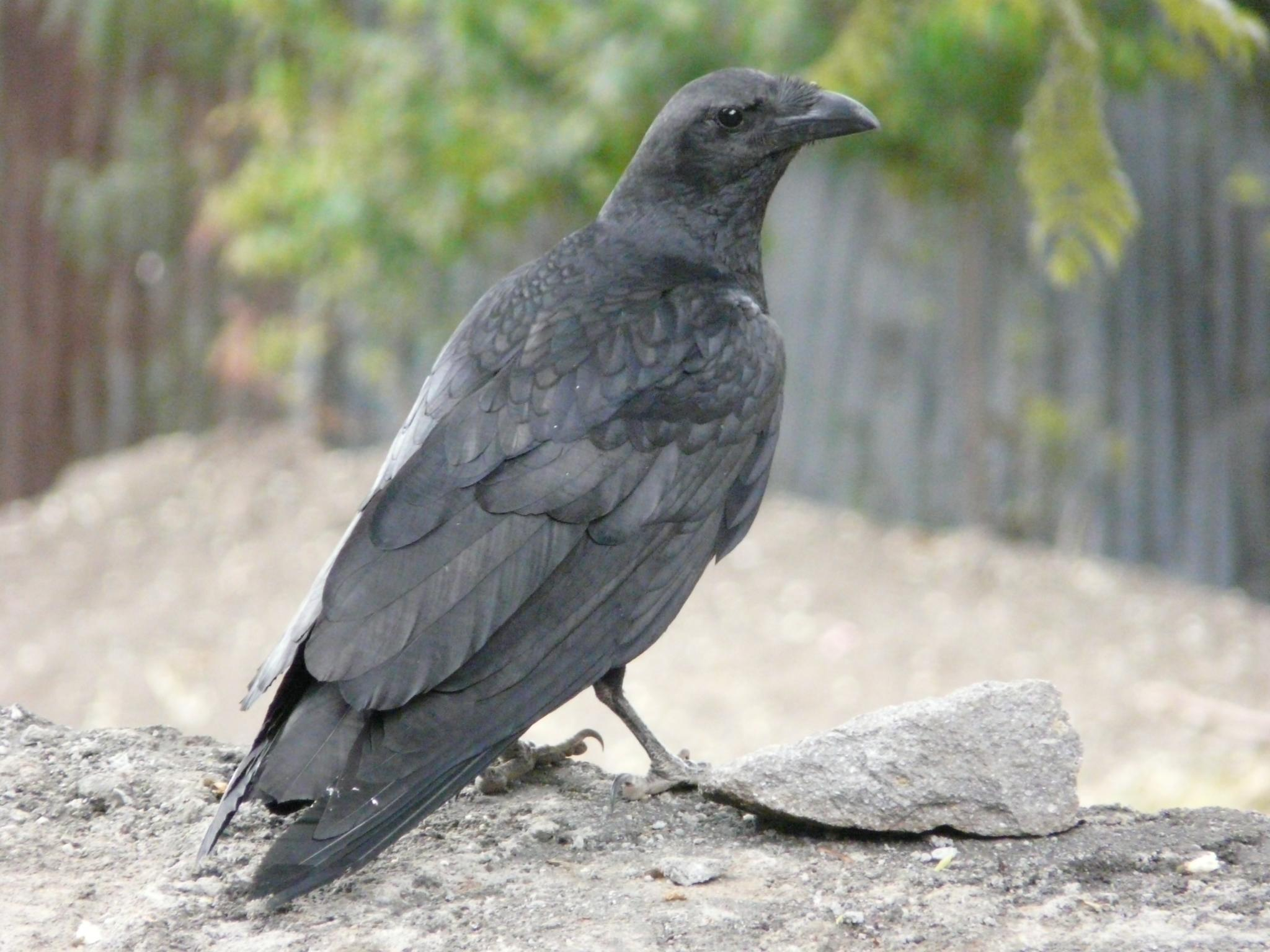
Corbeau à queue courte (Corvus rhipidurus)

- Corbeau à queue courte (Corvus rhipidurus)Choucas des tours (Coloeus monedula)
- Corbeau familier (Corvus splendens)
- Corbeau freux (Corvus frugilegus)
- Corneille noire (Corvus corone)
- Corbeau brun (Corvus ruficollis)
- Corbeau à queue courte (Corvus rhipidurus)
- Grand Corbeau (Corvus corax)
- Corneille mantelée (Corvus cornix)

## Étourneaux
Ordre : Passeriformes - Famille : Sturnidae
- Martin triste (Acridotheres tristis) - Espèce introduite
- Étourneau roselin (Pastor roseus)
- Étourneau sansonnet (Sturnus vulgaris)
- Rufipenne de Tristram (Onychognathus tristramii)

## Tisserins
Ordre : Passeriformes - Famille : Ploceidae
- Tisserin manyar (Ploceus manyar) - Espèce introduite
- Tisserin gendarme (Ploceus cucullatus) - Espèce accidentelle

## Bengalis et capucins
Ordre : Passeriformes - Famille : Estrildidae
- Bengali rouge (Amandava amandava) - Espèce introduite
- Capucin bec-d'argent (Euodice cantans)
- Capucin bec-de-plomb (Euodice malabarica) - Espèce introduite

## Bruants
Ordre : Passeriformes - Famille : Emberizidae
- Bruant des roseaux (Emberiza schoeniclus)Bruant jaune (Emberiza citrinella)

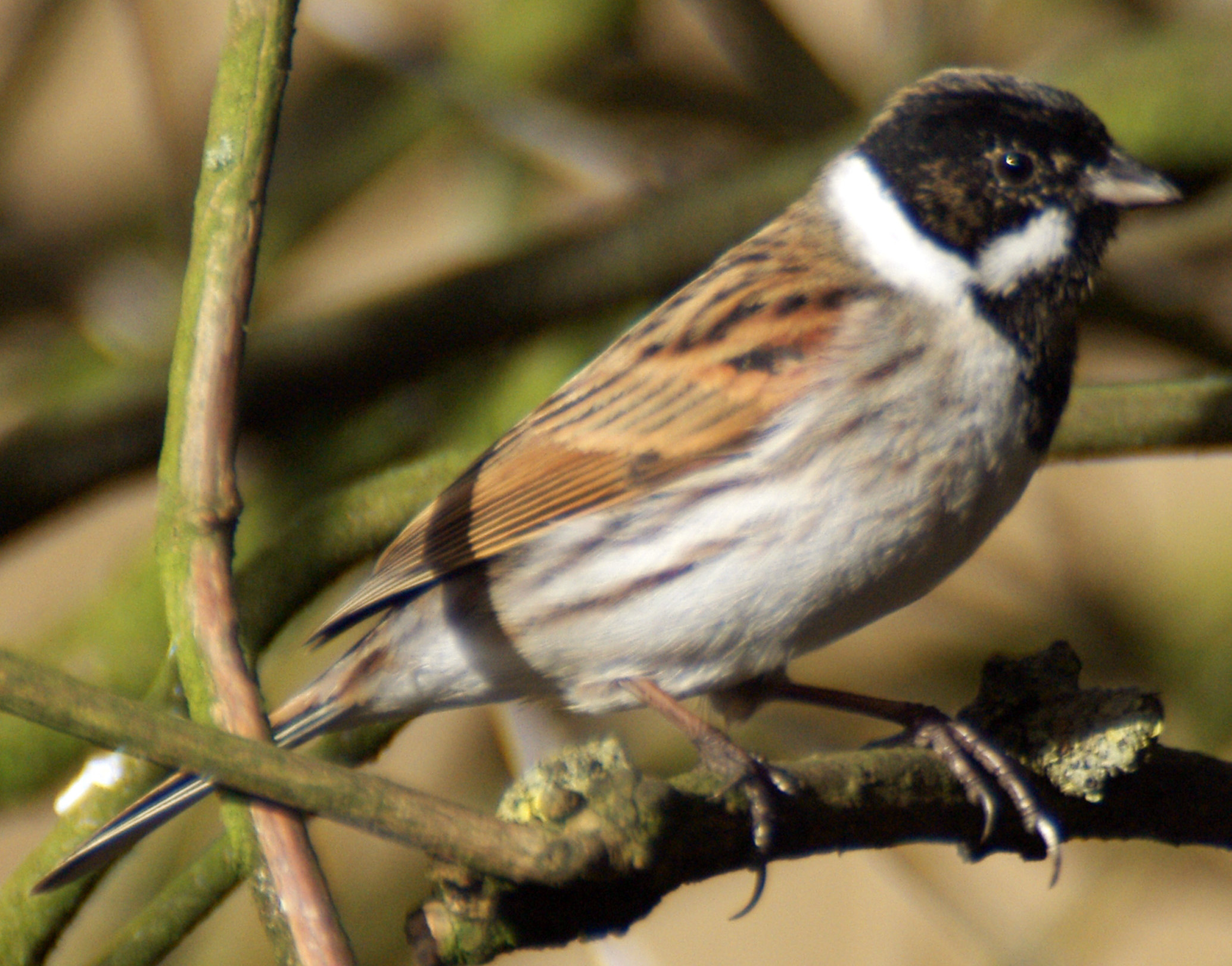
Bruant des roseaux (Emberiza schoeniclus)

- Bruant zizi (Emberiza cirlus) - Espèce accidentelle
- Bruant cendré (Emberiza cineracea)
- Bruant ortolan (Emberiza hortulana)
- Bruant cendrillard (Emberiza caesia)
- Bruant striolé (Emberiza striolata)
- Bruant cannelle (Emberiza tahapisi) - Espèce accidentelle
- Bruant nain (Emberiza pusilla)
- Bruant rustique (Emberiza rustica)
- Bruant auréole (Emberiza aureola)
- Bruant mélanocéphale (Emberiza melanocephala)
- Bruant des roseaux (Emberiza schoeniclus) - Espèce accidentelle
- Bruant proyer (Emberiza calandra)
- Bruant striolé (Emberiza striolata)

## Pinsons, serins et roselins
Ordre : Passeriformes - Famille : Fringillidae

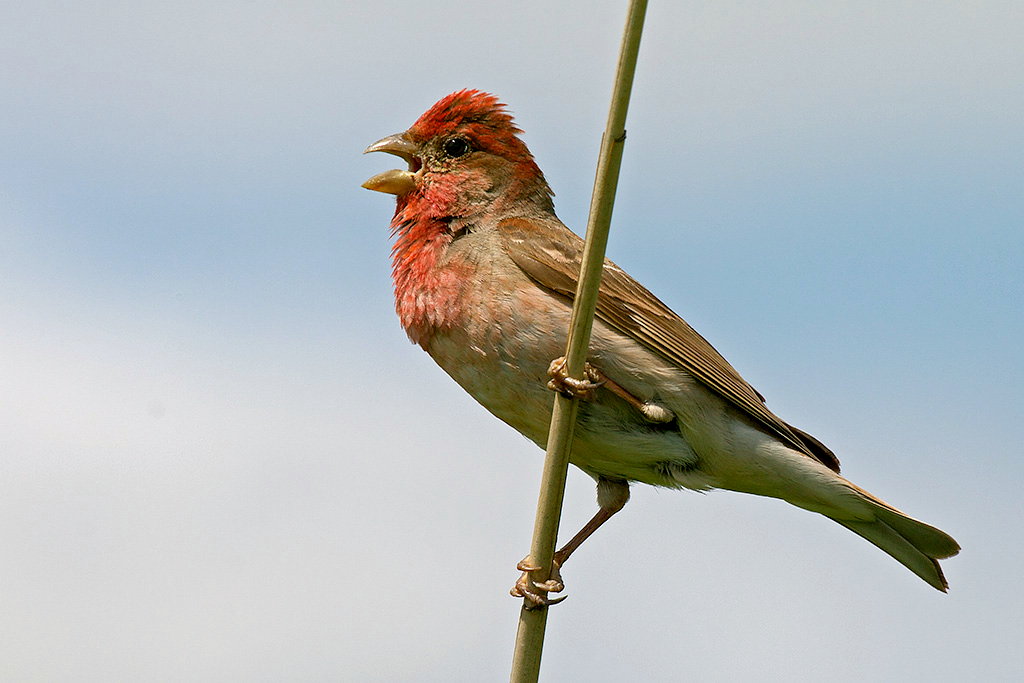
Roselin cramoisi (Carpodacus erythrinus)

- Roselin cramoisi (Carpodacus erythrinus)Pinson des arbres (Fringilla coelebs)
- Pinson du Nord (Fringilla montifringilla)
- Roselin cramoisi (Carpodacus erythrinus)
- Roselin du Sinaï (Carpodacus synoicus)
- Verdier d'Europe (Chloris chloris)
- Chardonneret élégant (Carduelis carduelis)
- Linotte mélodieuse (Linaria cannabina)
- Tarin des aulnes (Spinus spinus)
- Serin à front d'or (Serinus pusillus)
- Serin cini (Serinus serinus)
- Serin syriaque (Serinus syriacus)
- Gros-bec casse-noyaux (Coccothraustes coccothraustes)
- Roselin de Mongolie (Bucanetes mongolicus)
- Roselin githagine (Bucanetes githagineus)
- Roselin de Lichtenstein (Rhodospiza obsoleta) - Espèce accidentelle

## Moineaux
Ordre : Passeriformes - Famille : Passeridae

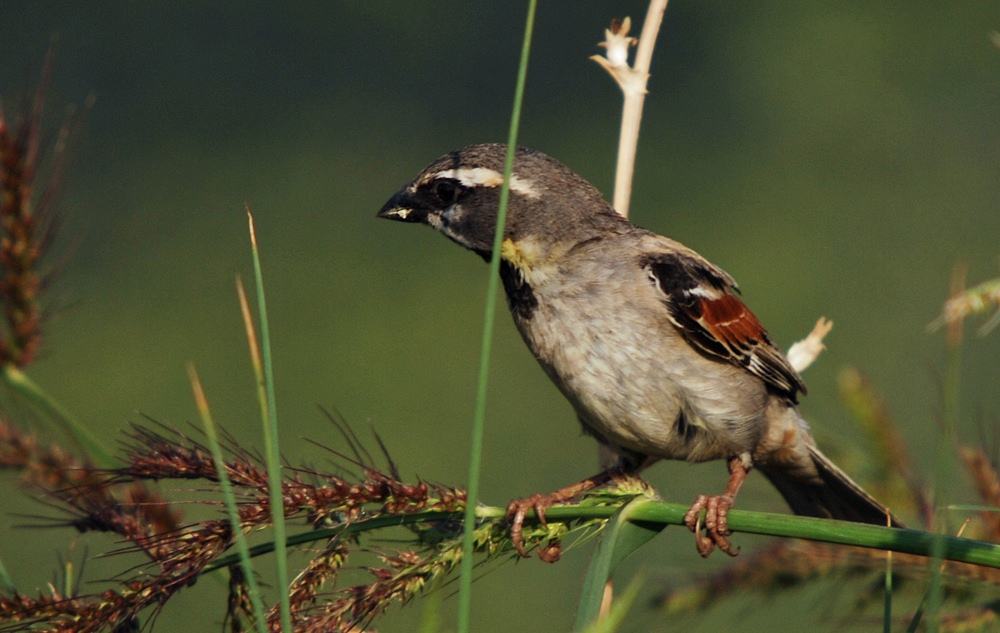
Moineau de la mer Morte (Passer moabiticus)

- Moineau de la mer Morte (Passer moabiticus)Moineau domestique (Passer domesticus)
- Moineau espagnol (Passer hispaniolensis)
- Moineau de la mer Morte (Passer moabiticus) - Espèce accidentelle
- Moineau blanc (Passer simplex) - Espèce accidentelle
- Moineau friquet (Passer montanus) - Espèce accidentelle
- Moineau doré (Passer luteus) - Espèce accidentelle
- Moineau pâle (Carpospiza brachydactyla)
- Niverolle alpine (Montifringilla nivalis) - Espèce accidentelle
- Moineau à gorge jaune (Gymnoris xanthocollis) - Espèce accidentelle